# Photo-guide naturaliste sous-marin du sanctuaire des Channel Islands (États-Unis)
- Retour vers la liste des photo-guides naturalistes

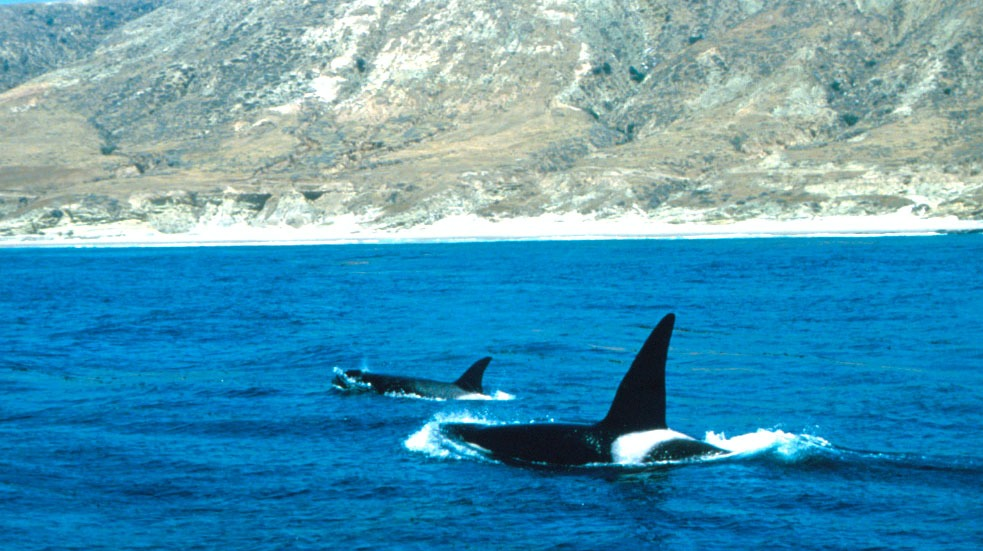
Orques (Orcinus orca)

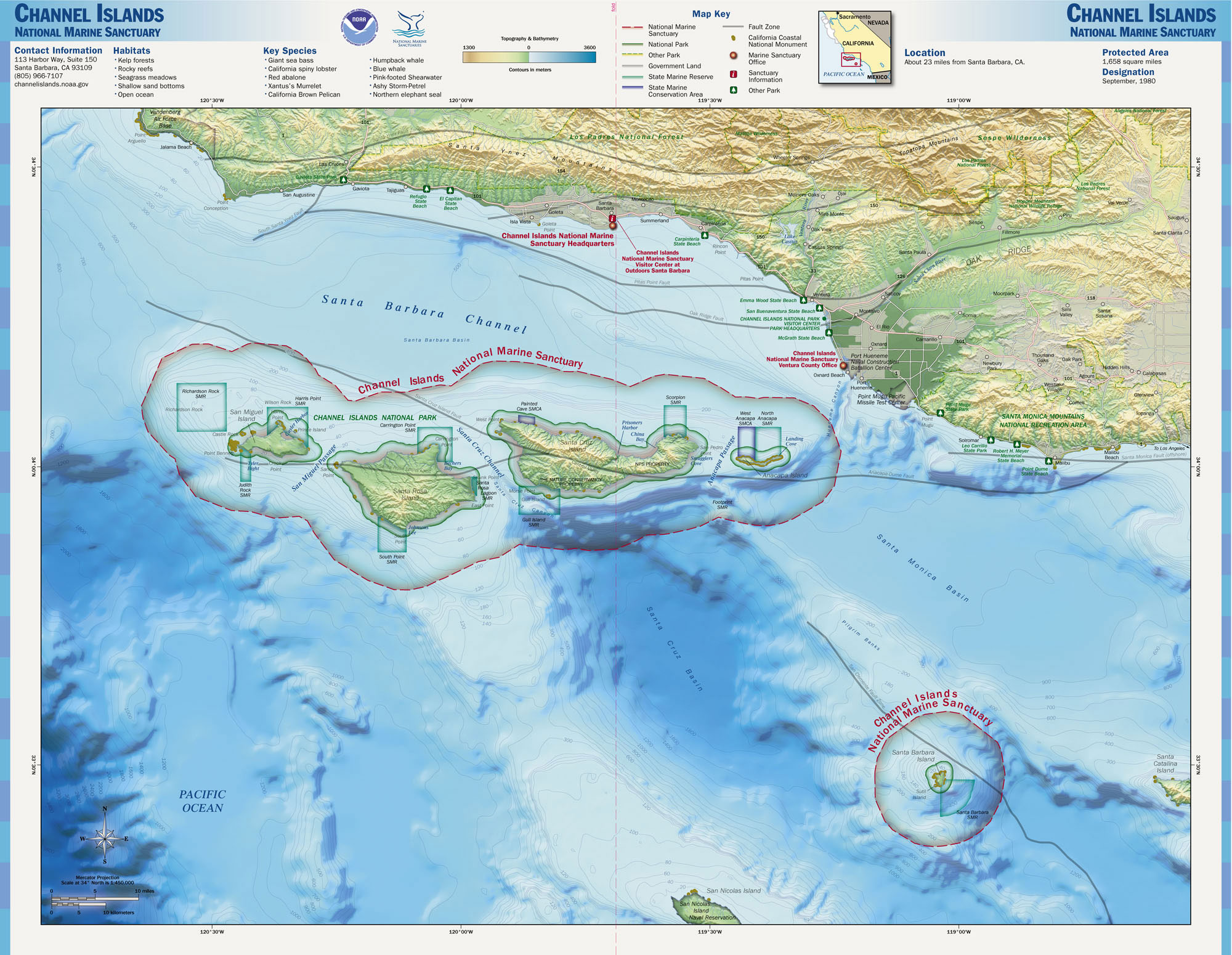
Carte du sanctuaire des Channel Islands.

## Introduction
Les Channel Islands de Californie abritent depuis 2002 un vaste sanctuaire marin qui accueille la biodiversité marine locale, le Channel Islands National Marine Sanctuary (au sein du Channel Islands National Park créé en 1980). L'aire marine protégée est constituée d'un réseau de 11 réserves où les activités de prélèvement ou de destruction sont prohibées. 
Cet article, loin d'être exhaustif, se propose d'illustrer quelques-unes des espèces susceptibles d’être rencontrées dans les eaux du sanctuaire pour chacun des principaux groupes d'animaux marins macroscopiques. 

### Biotope

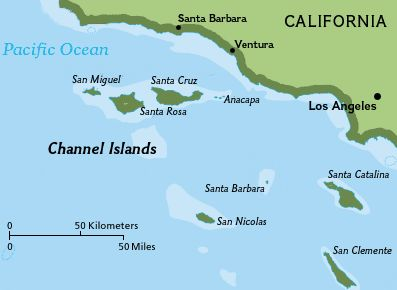
Carte de l'archipel
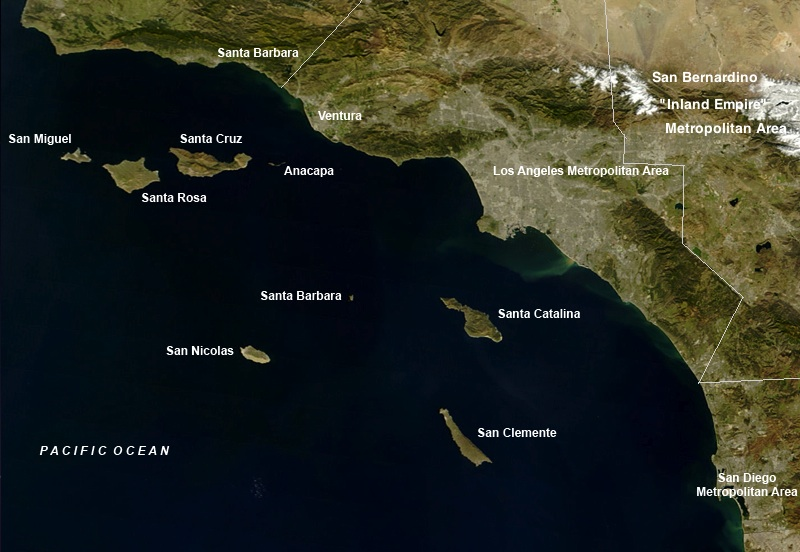
Photo satellite de l'archipel
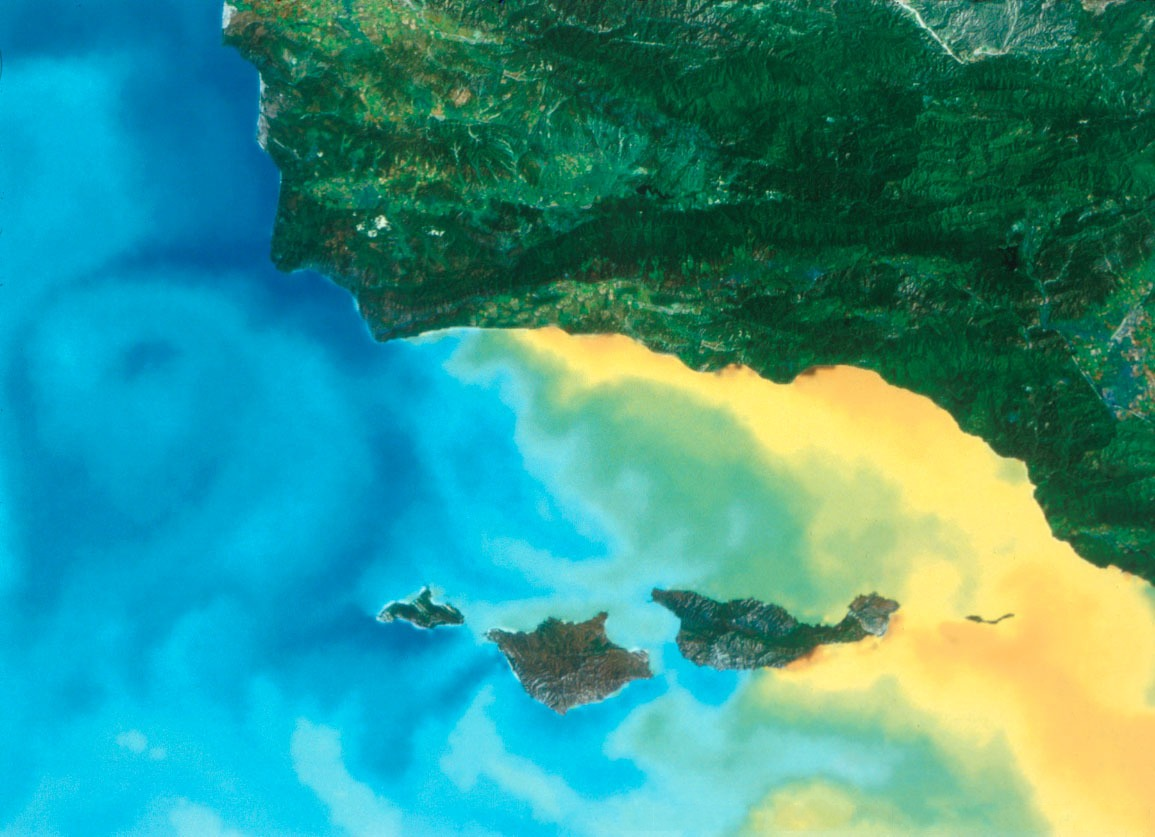
Variation de températude dans les Northern Channel Islands
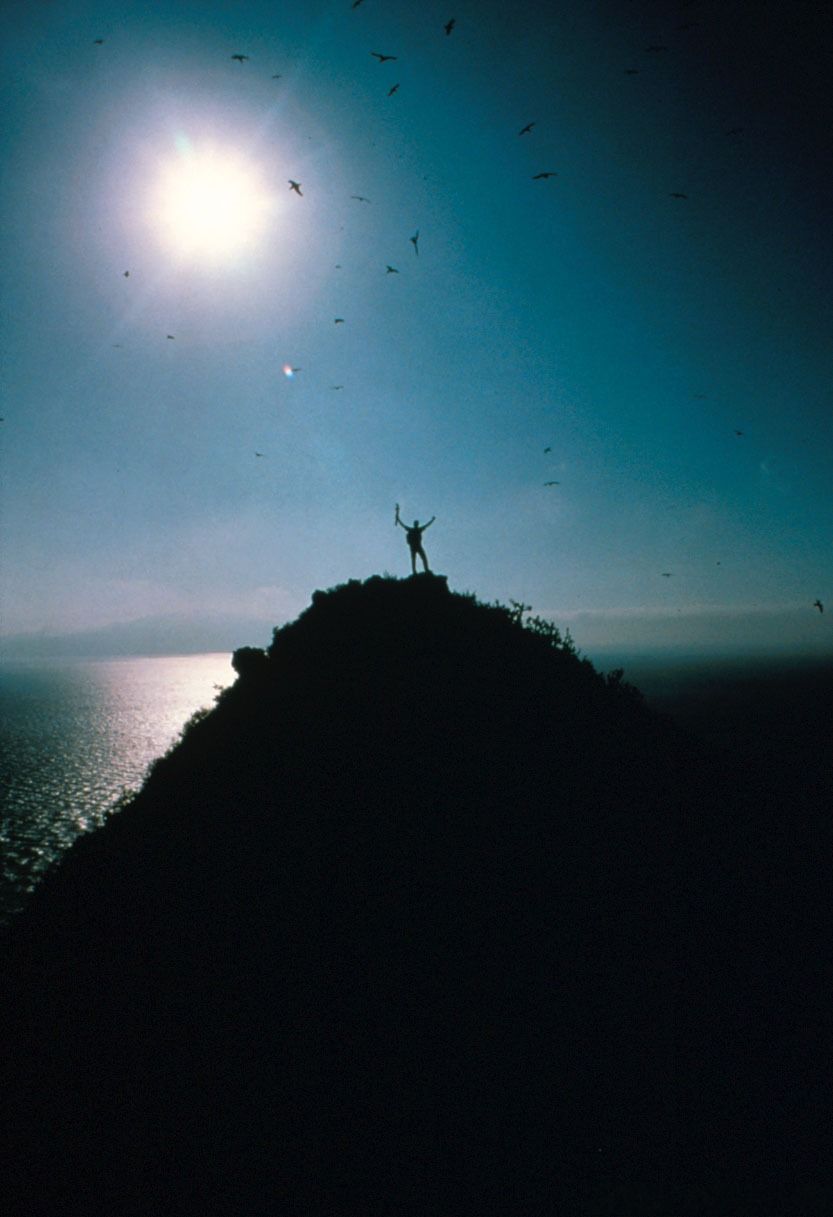
Anacapa
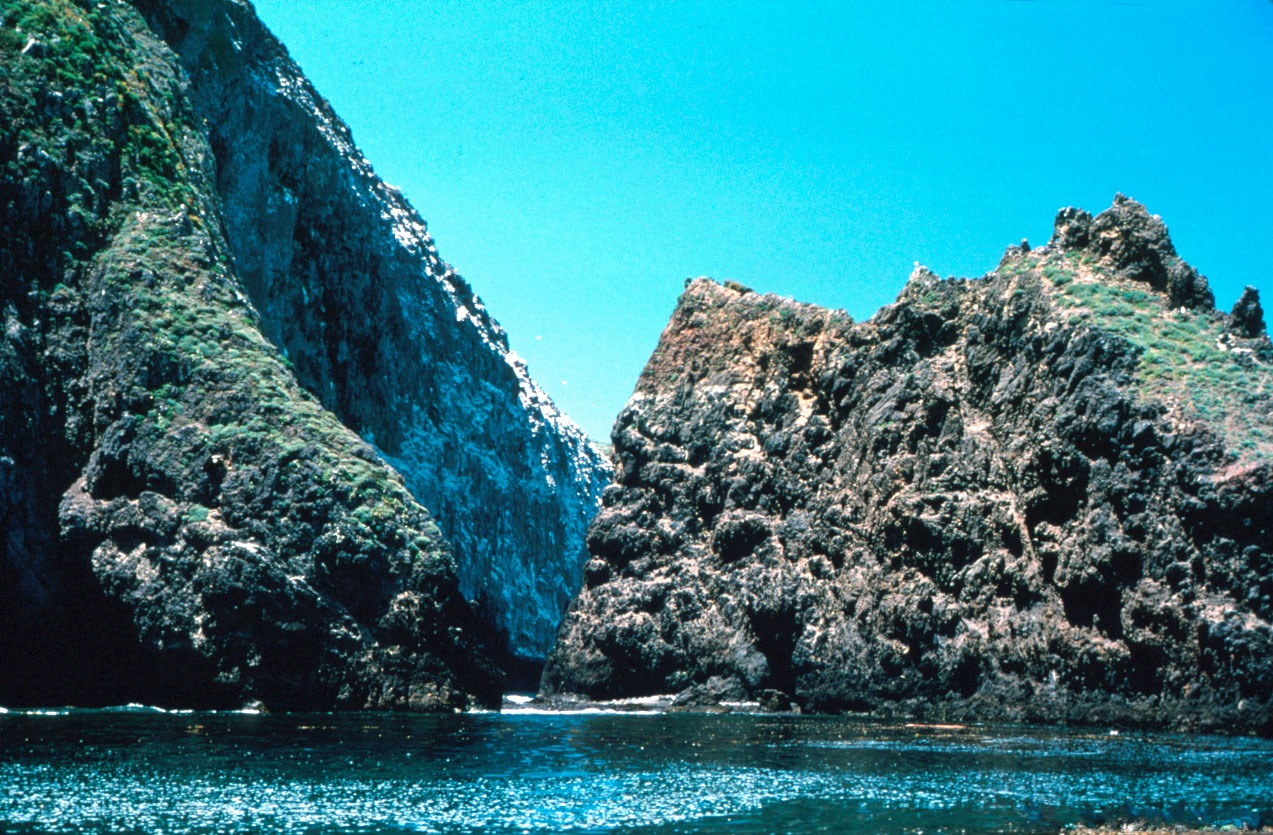
Santa Cruz
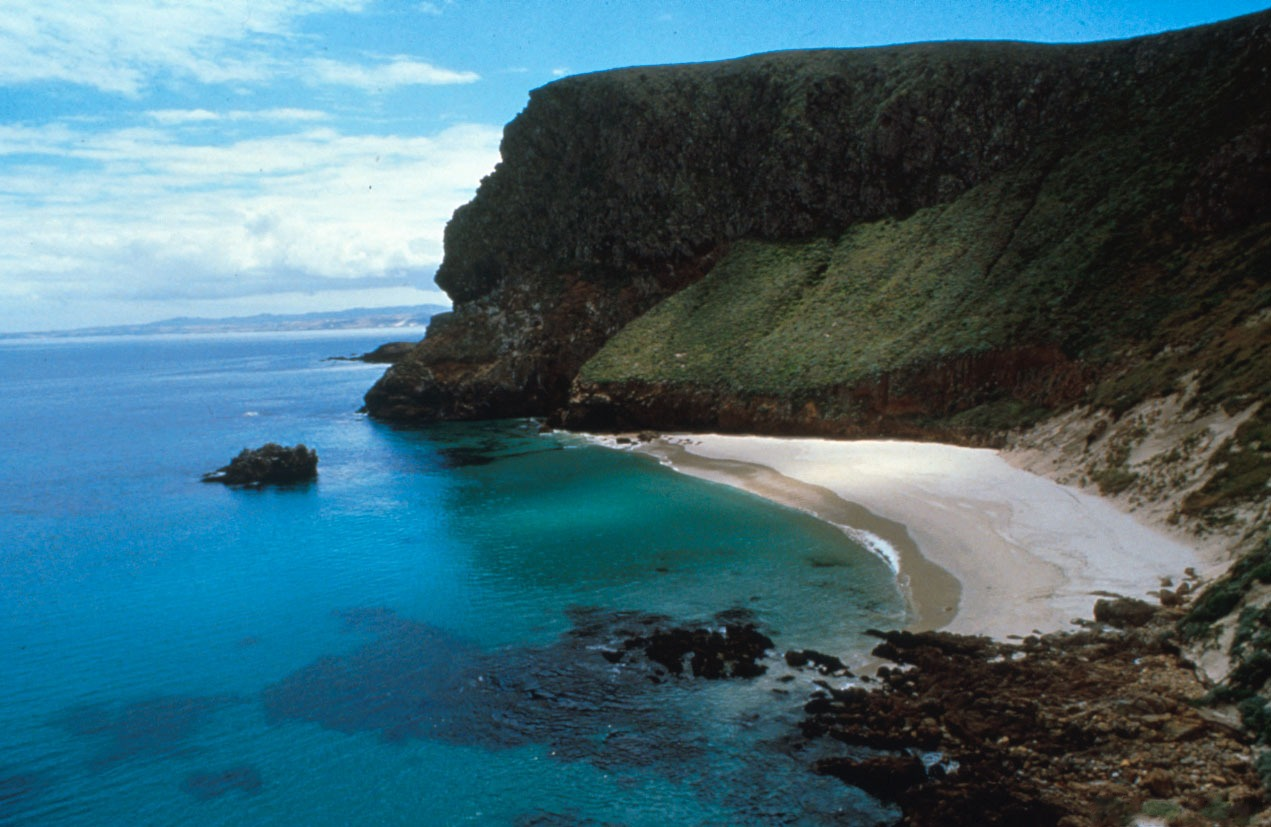
San Miguel
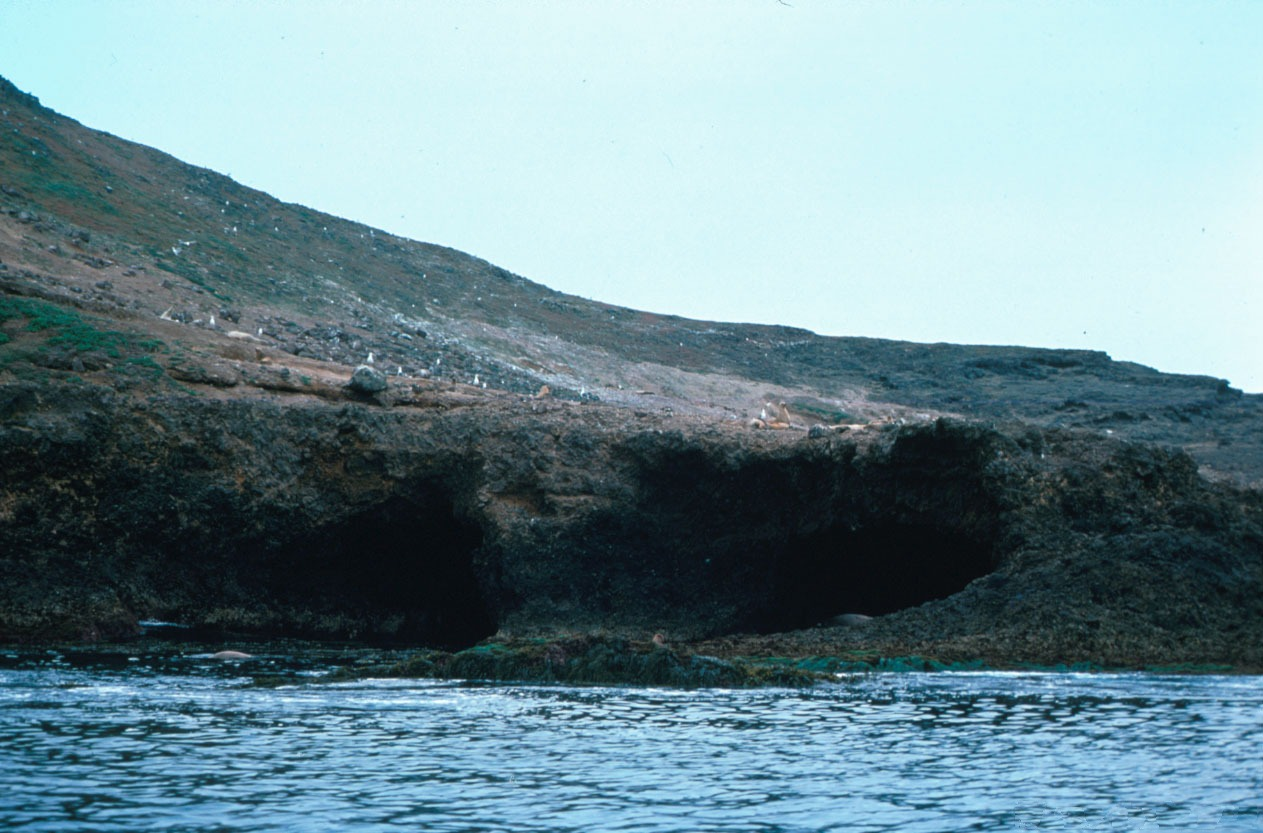
Santa Barbara Island
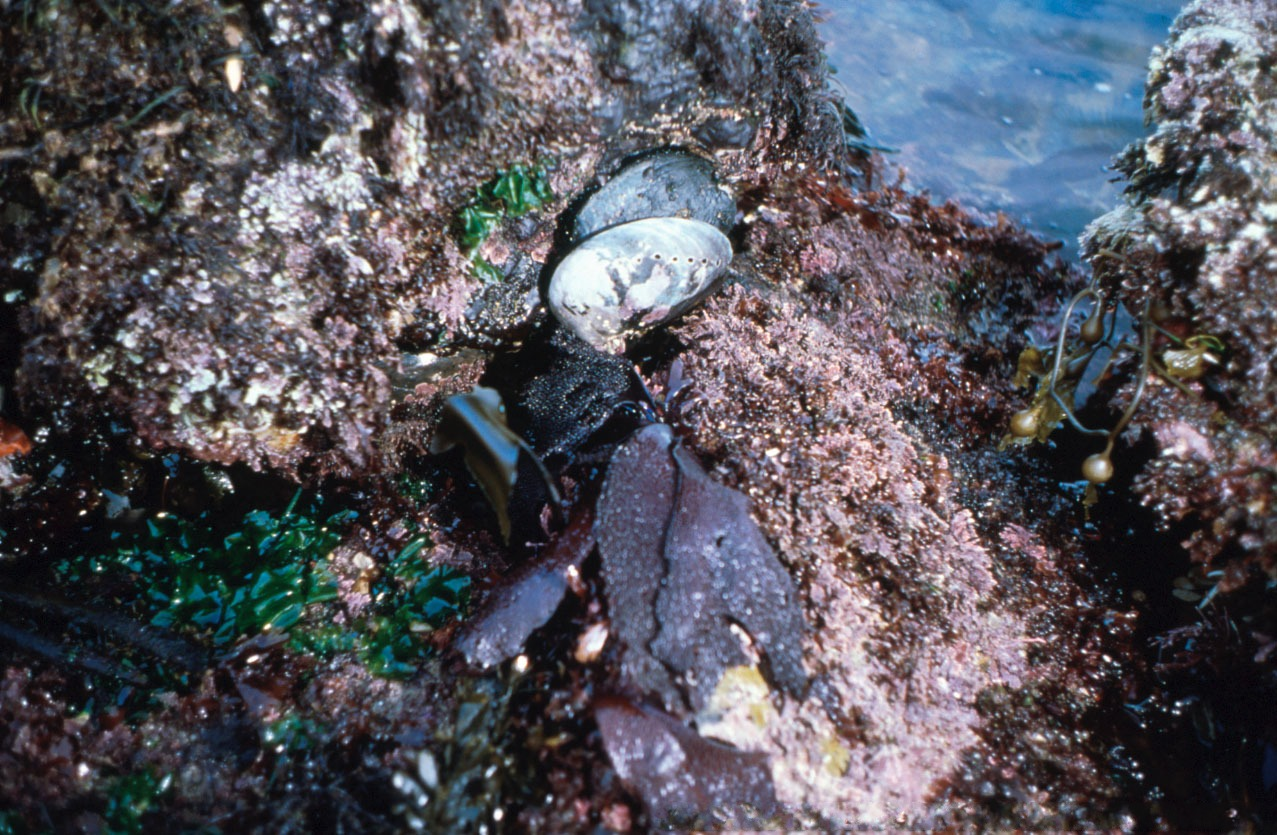
« Tidepools » (bassins inondés à marée basse)

### Mammifères

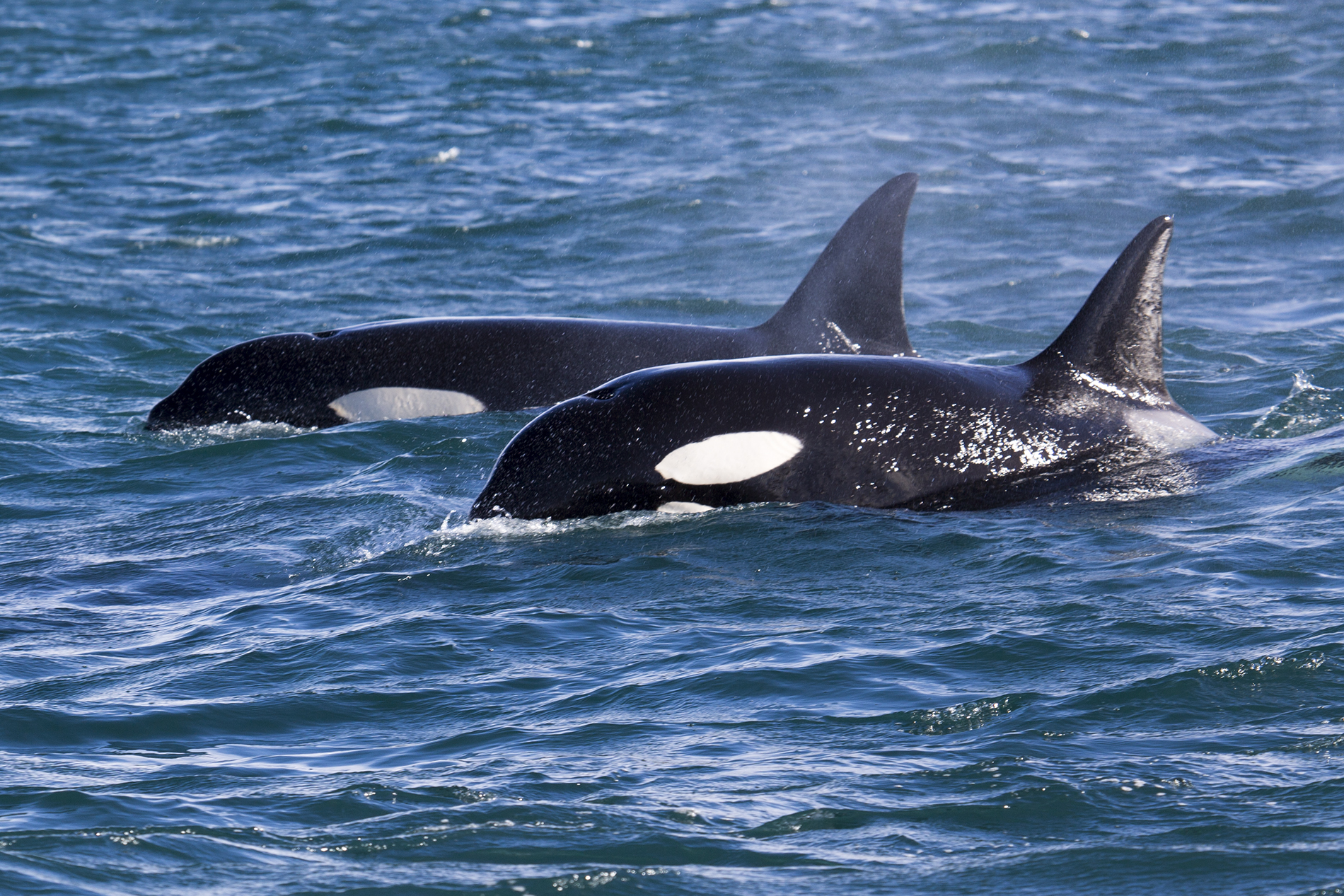
Orques (Orcinus orca)
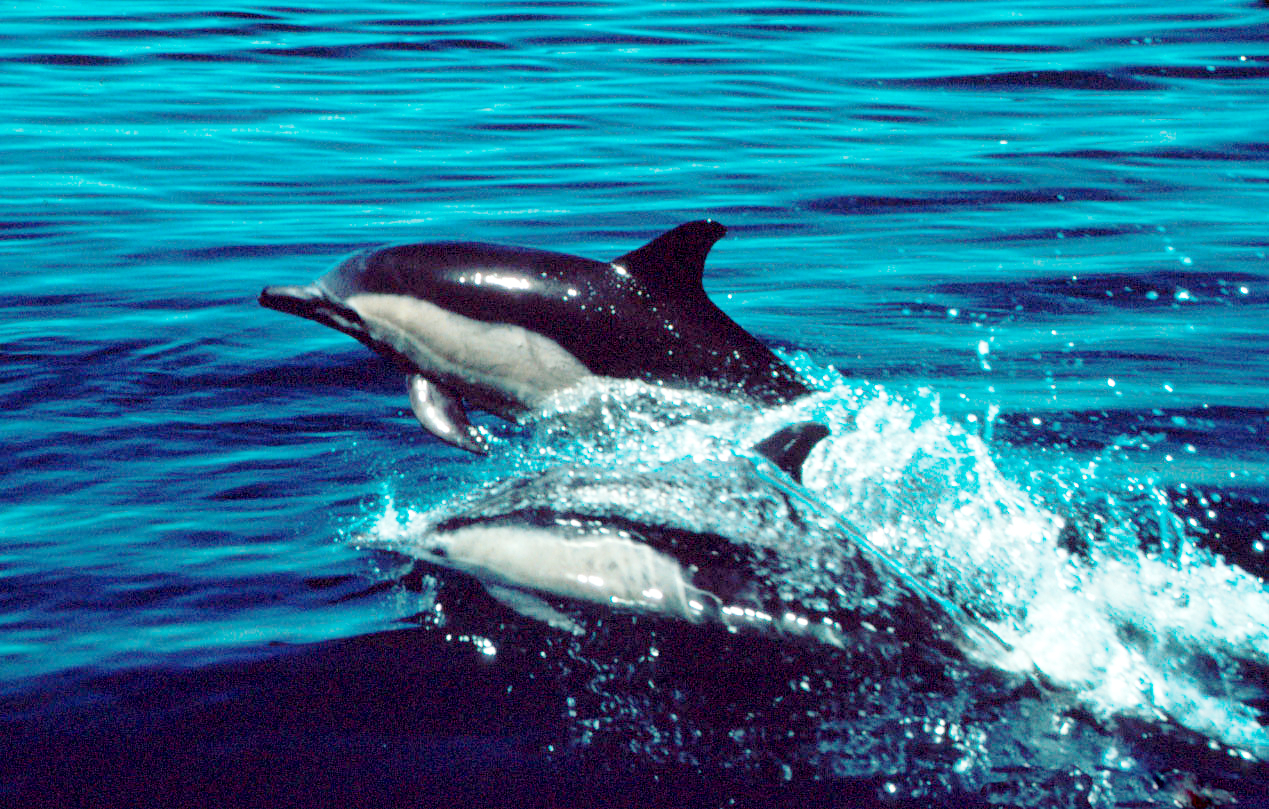
Dauphin commun (Delphinus delphis)
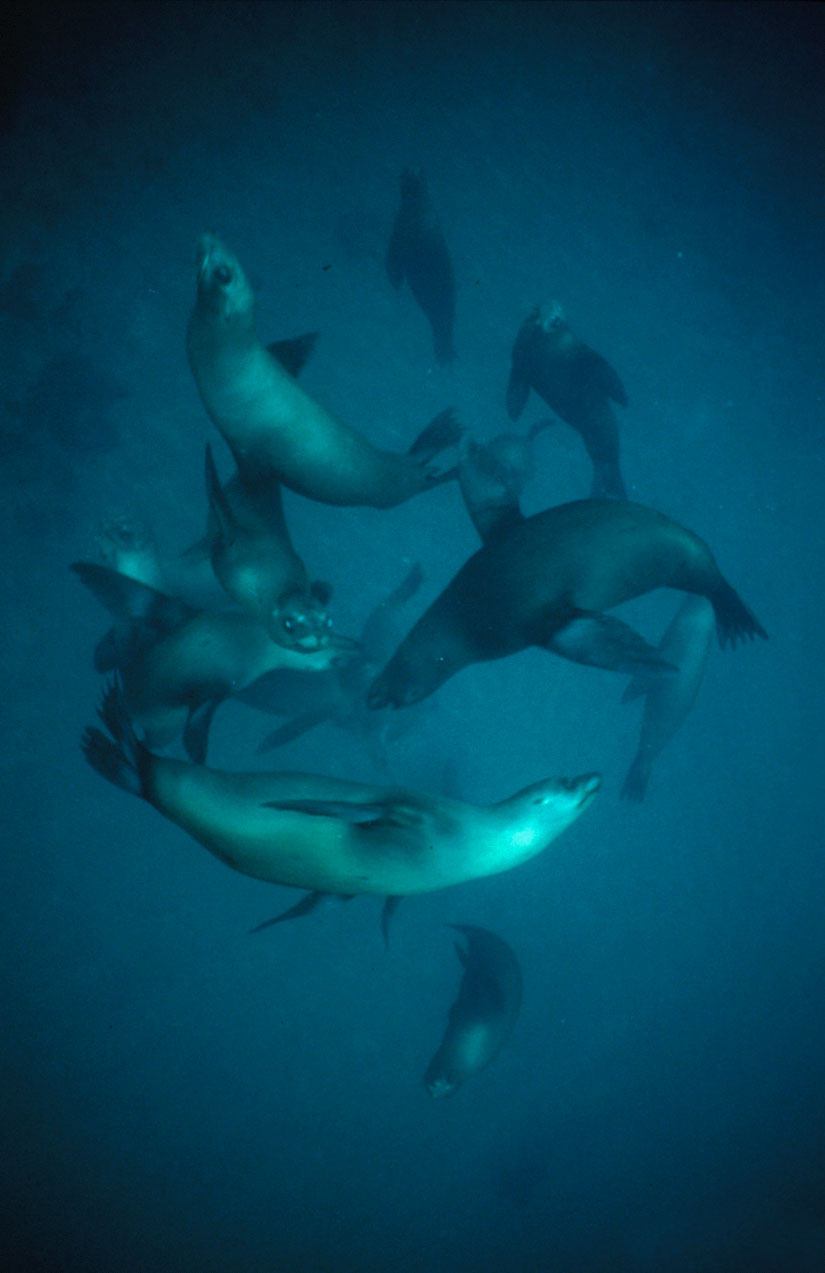
Zalophus californianus
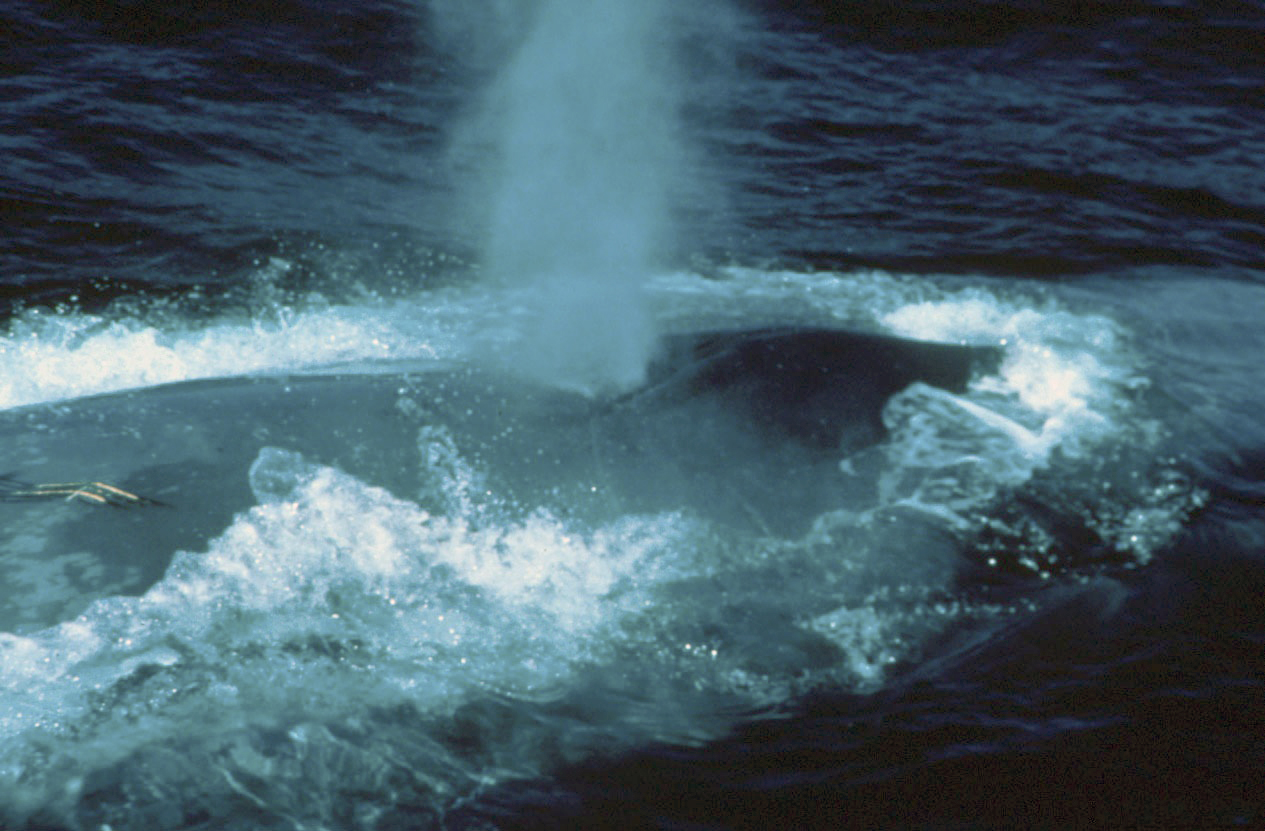
Balaenoptera musculus

### Oiseaux

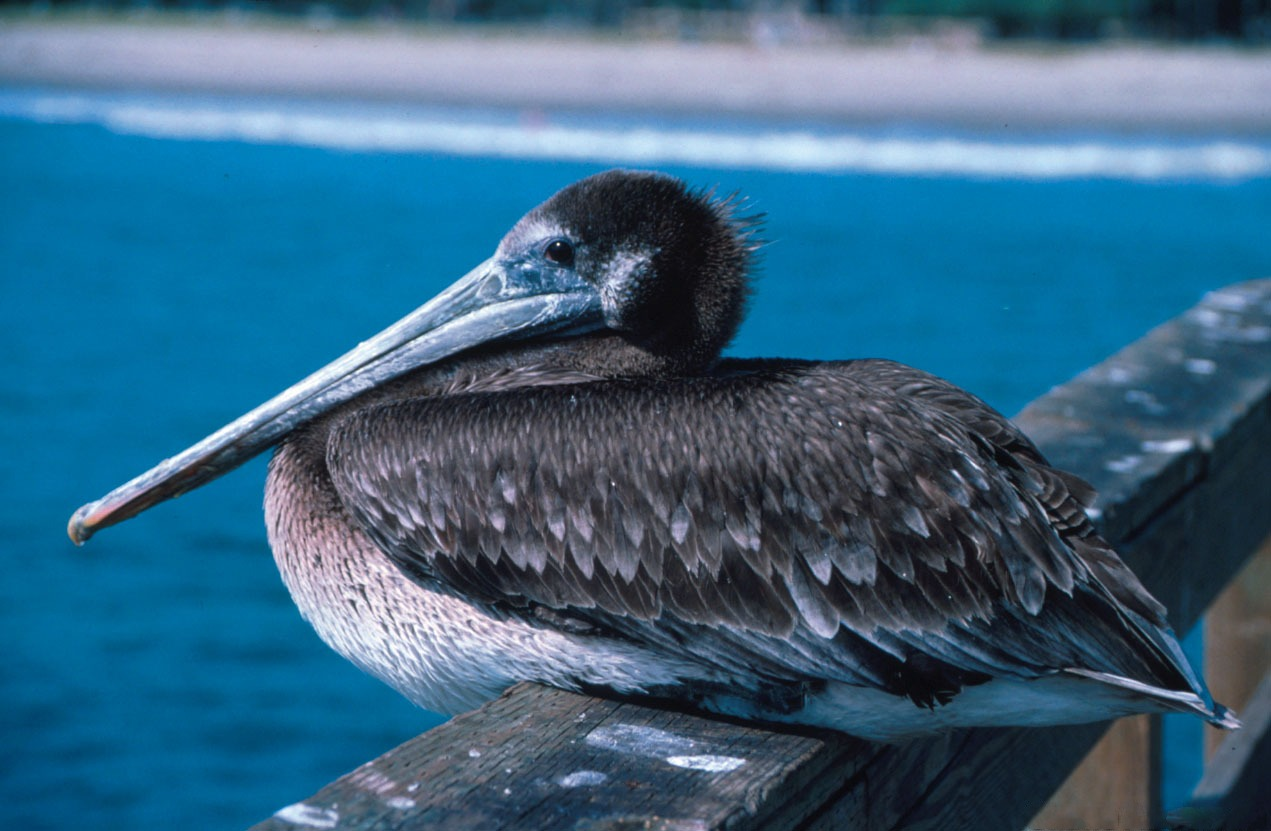
Pelecanus occidentalis
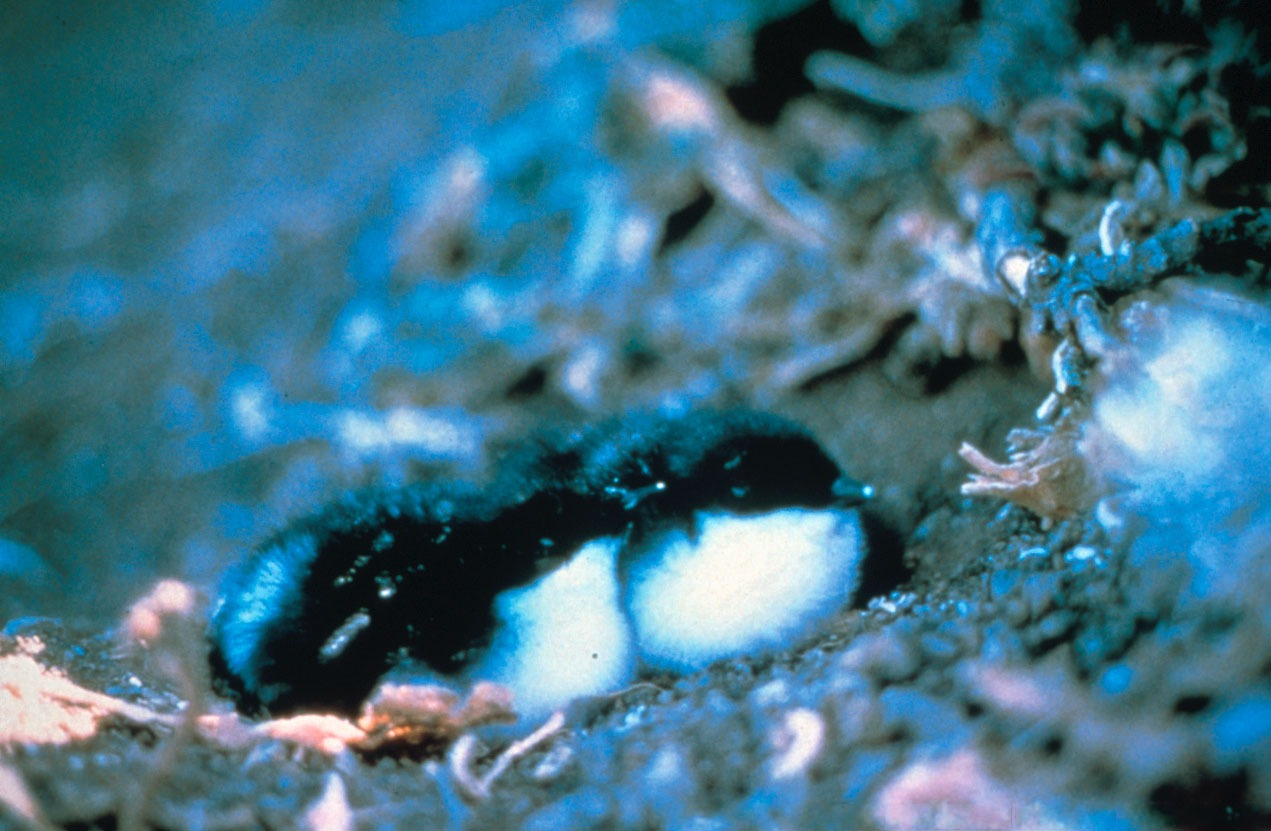
Synthliboramphus hypoleucus

### Poissons

#### Raiesetrequins(«chondrichtyens»)

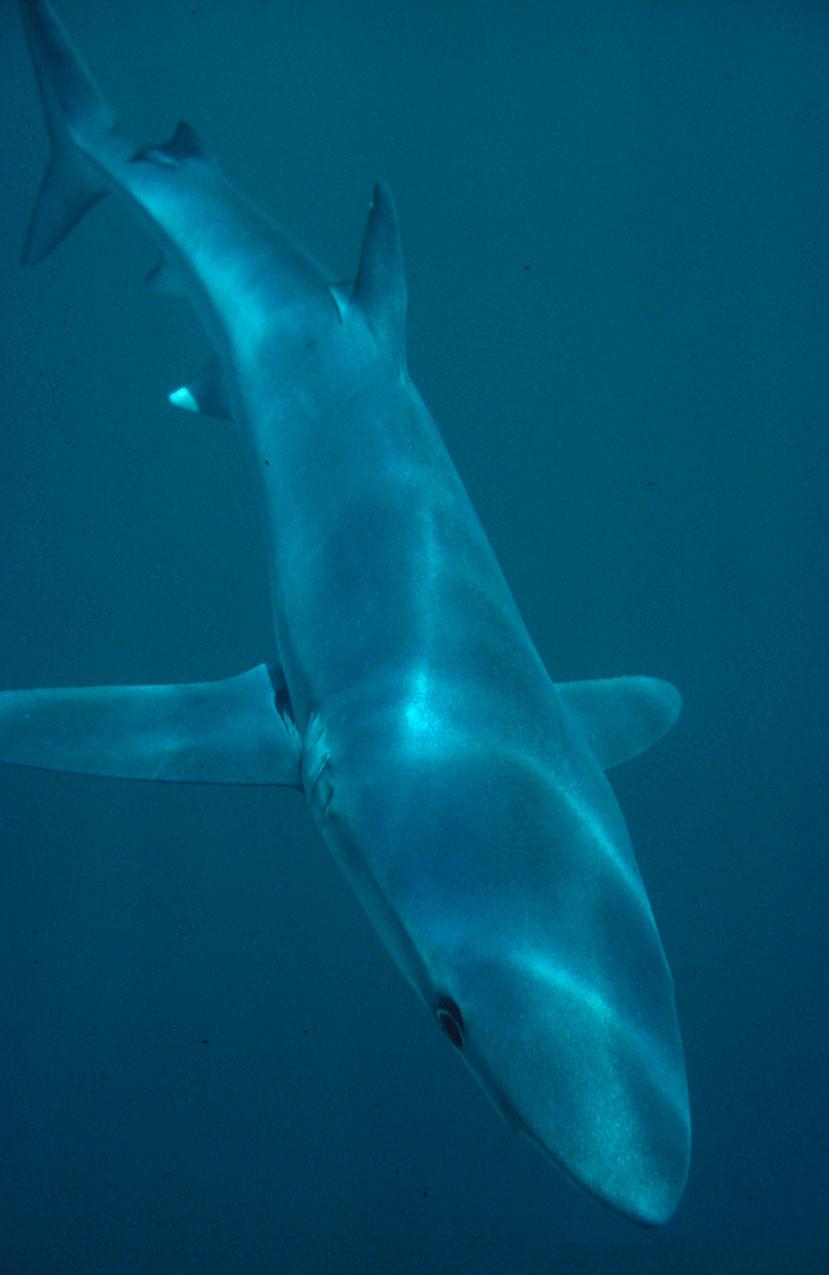
Prionace glauca
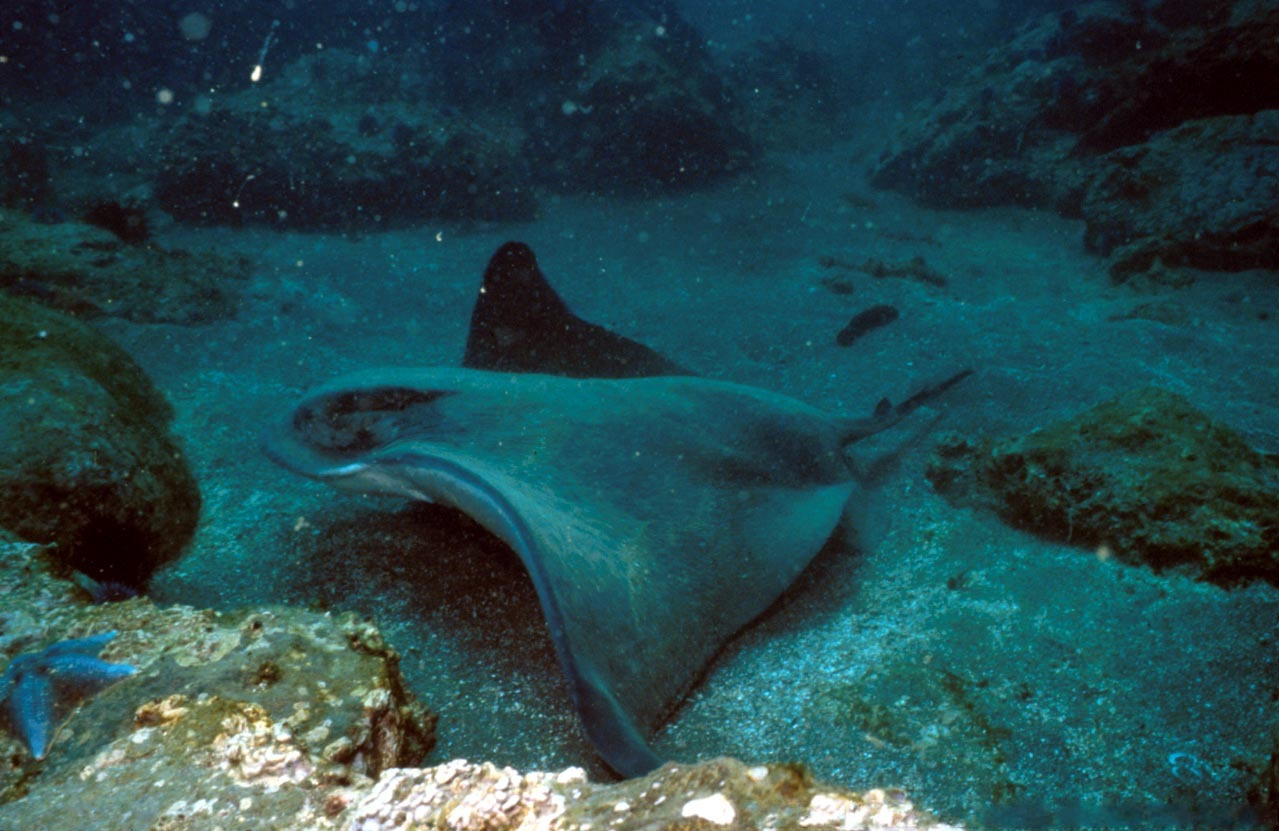
Holorhinus californicus
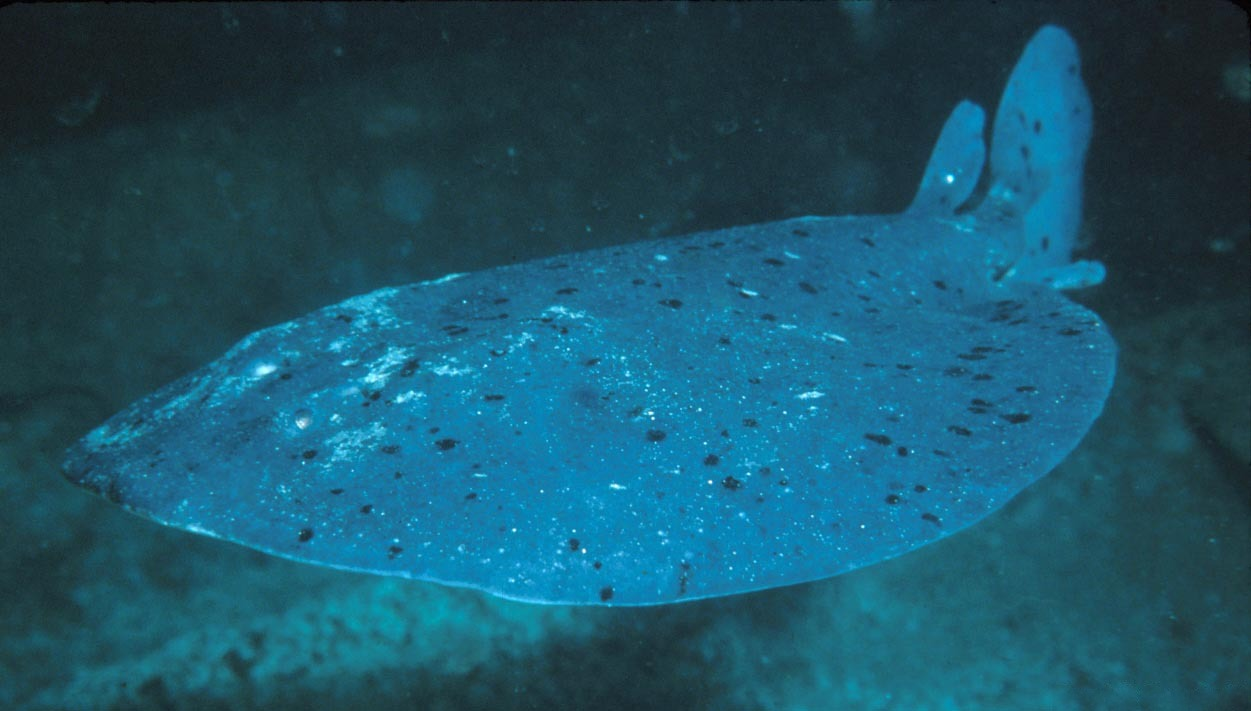
Torpedo californica

### Poissons téléostéens

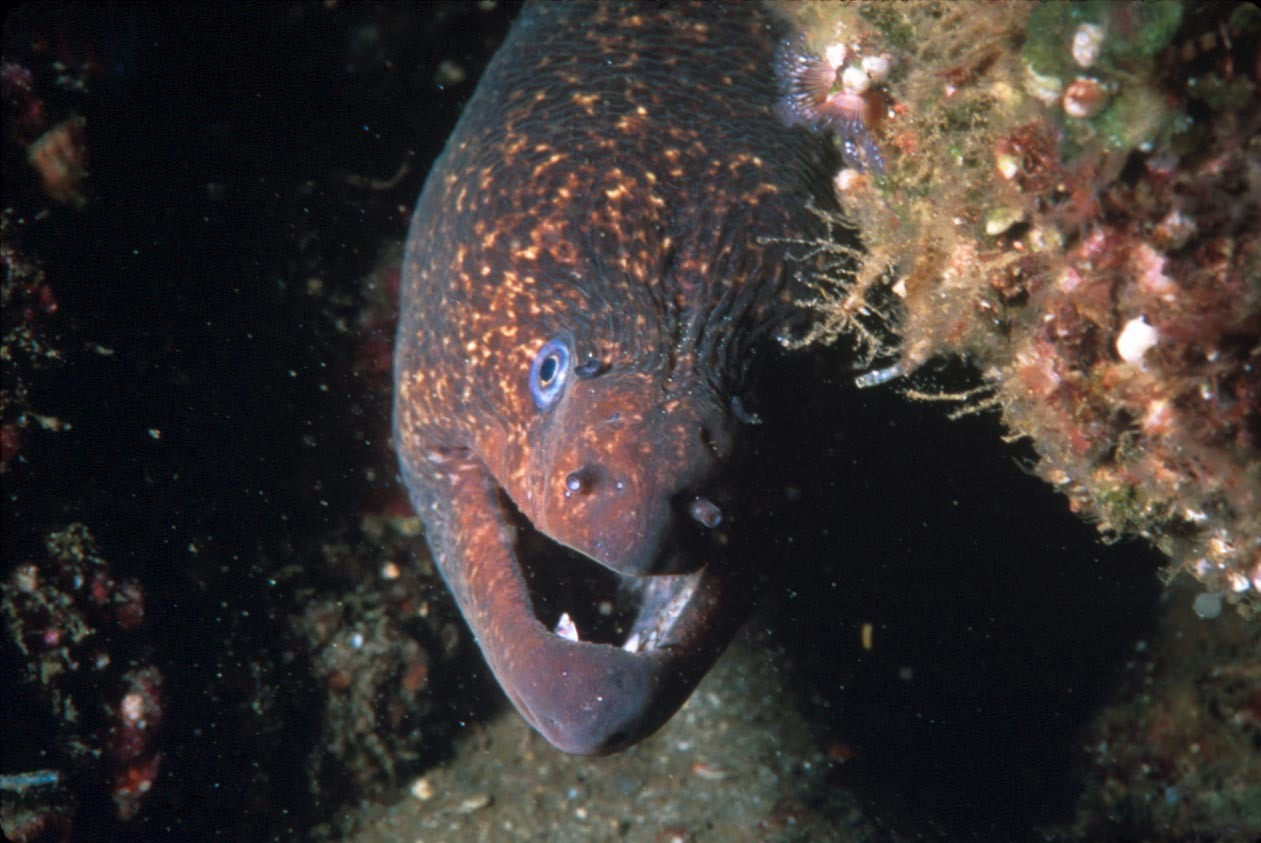
Gymnothorax mordax
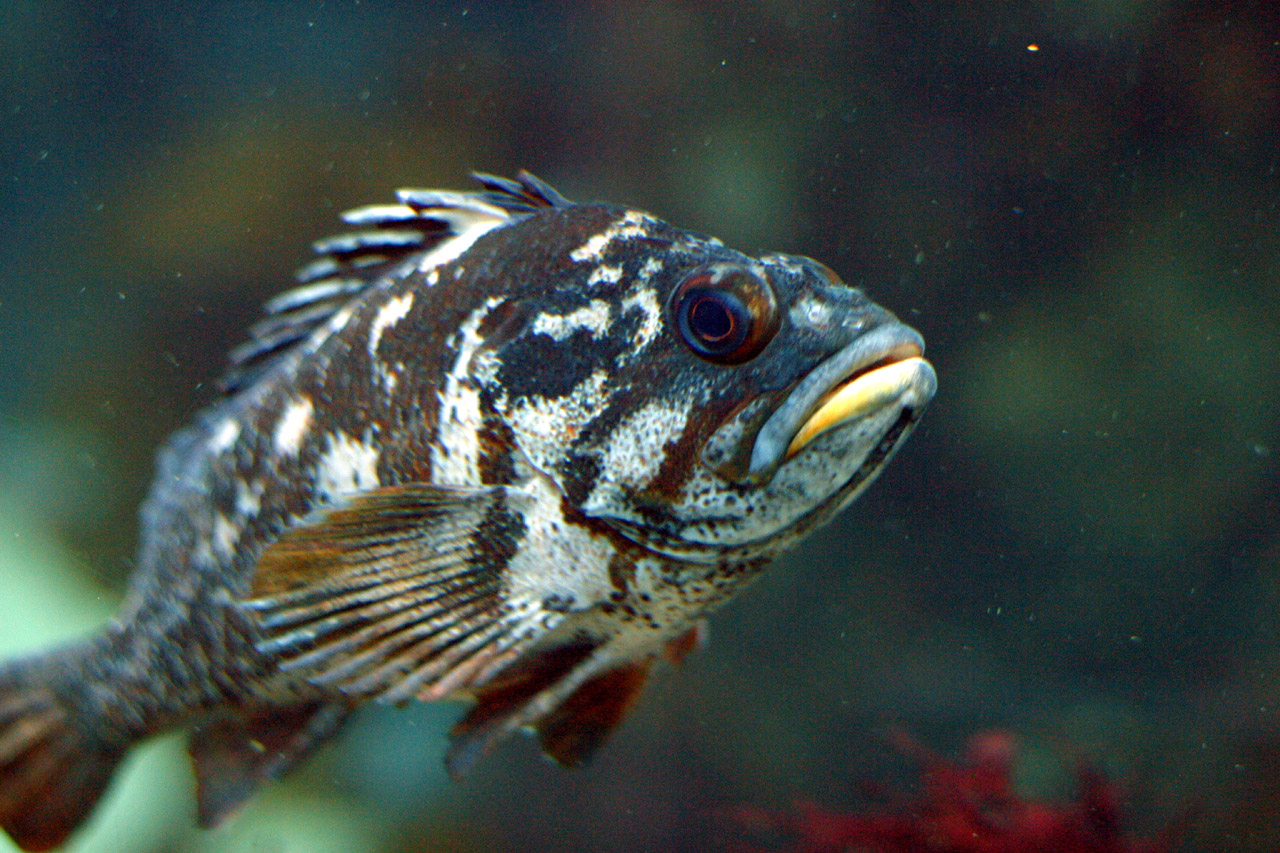
Sebastes carnatus
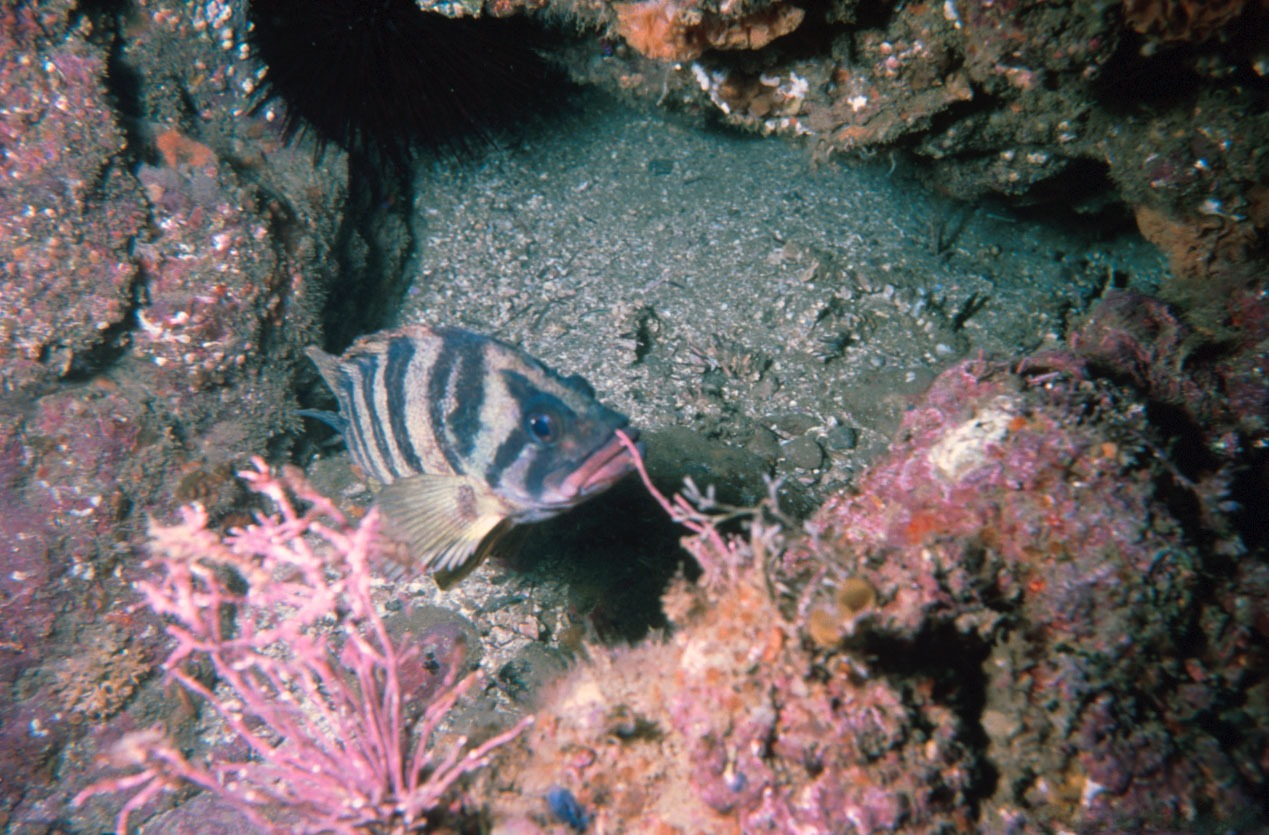
Sebastes serriceps
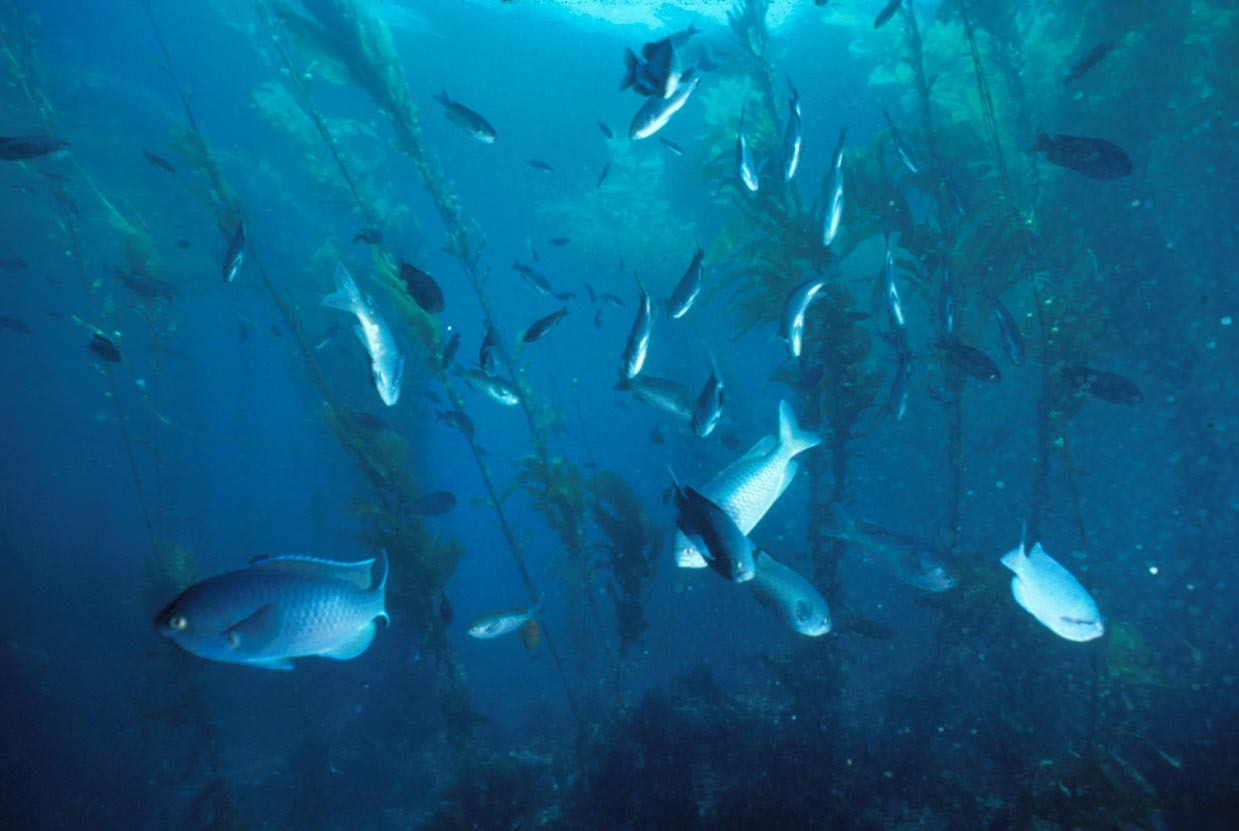
Chromis punctipinnis
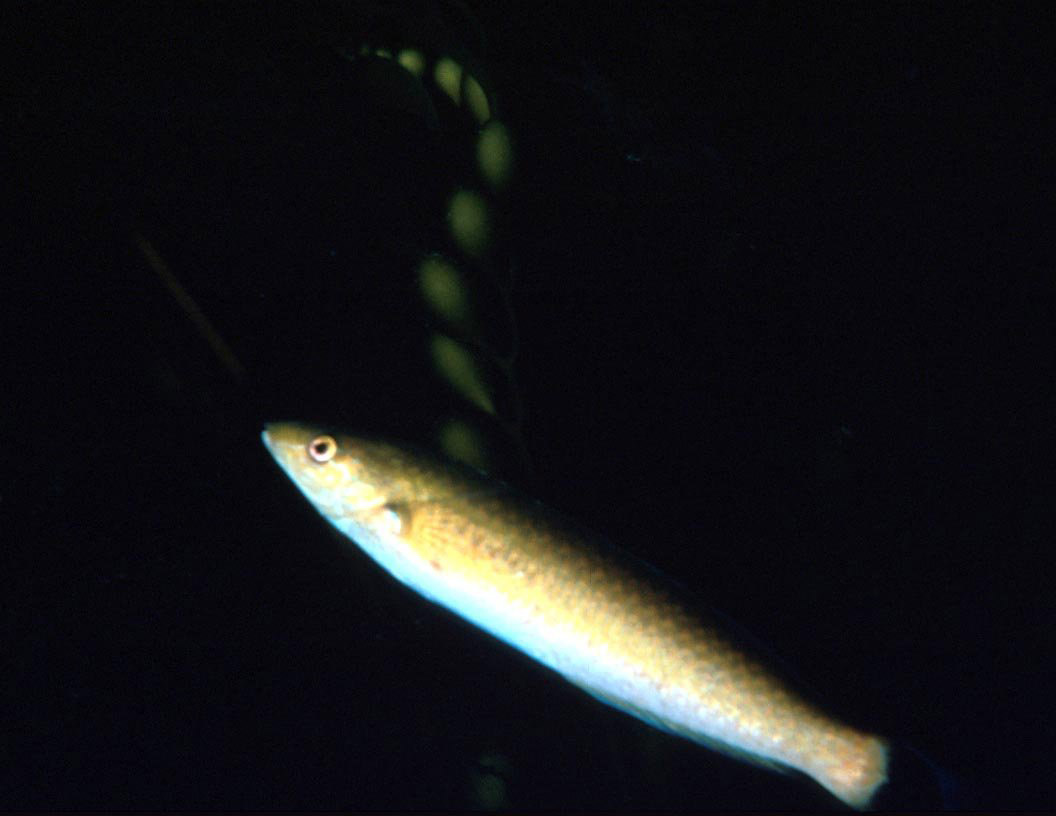
Oxyjulius californica
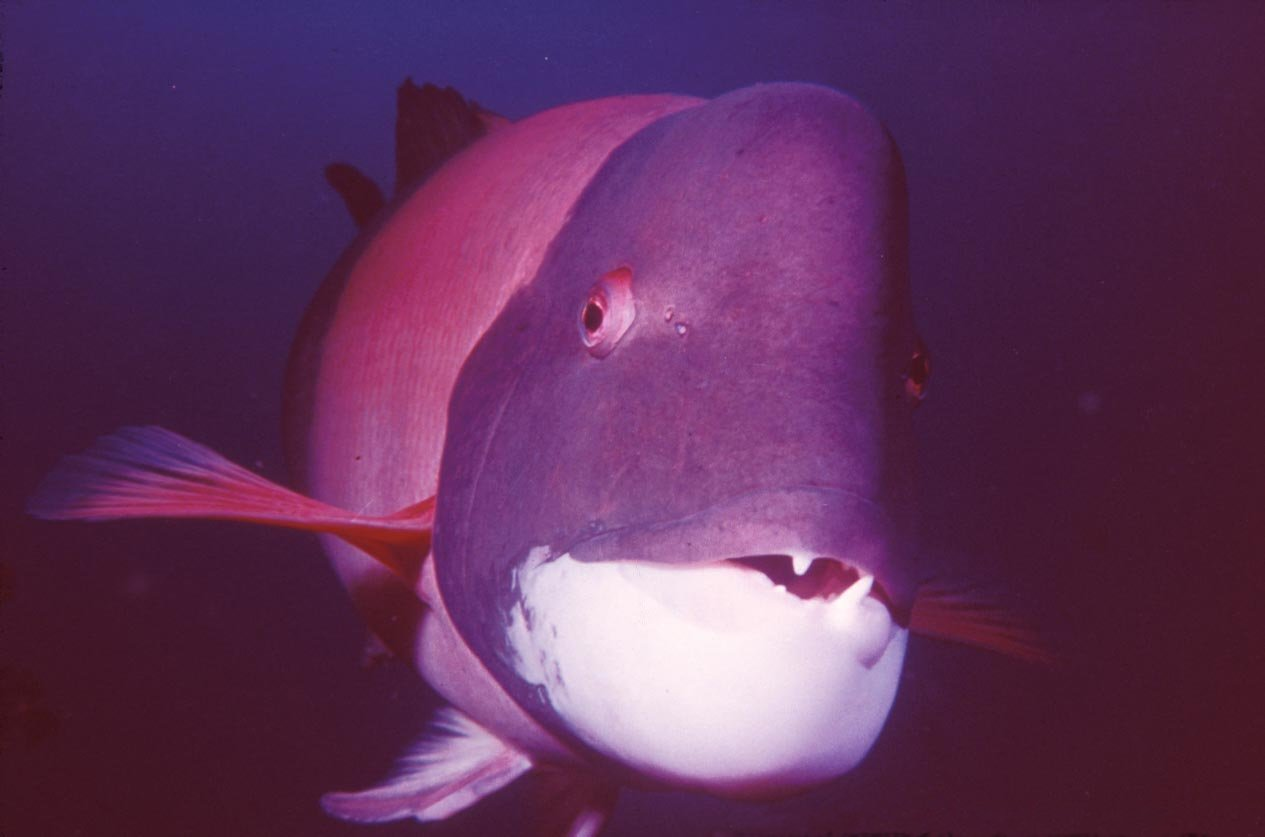
Pimelometopon pulchrum
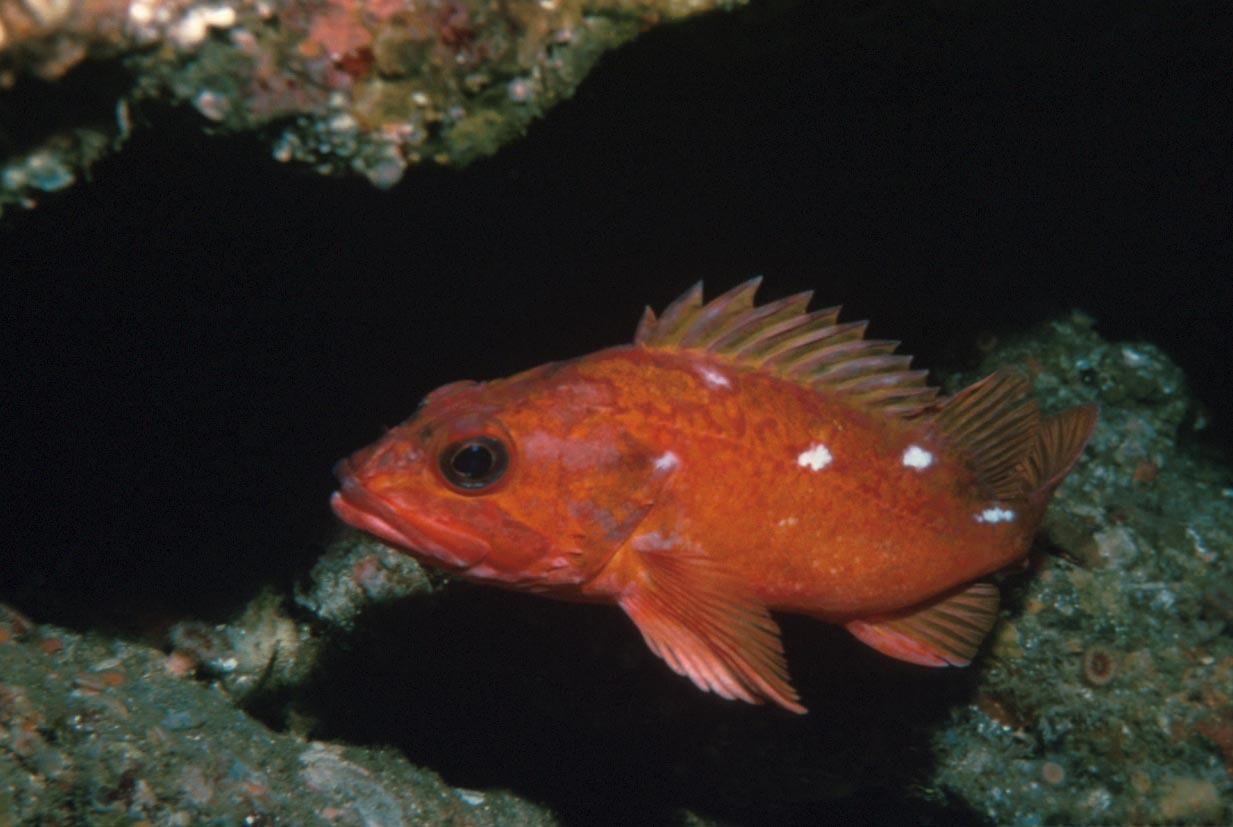
Sebastes constellatus
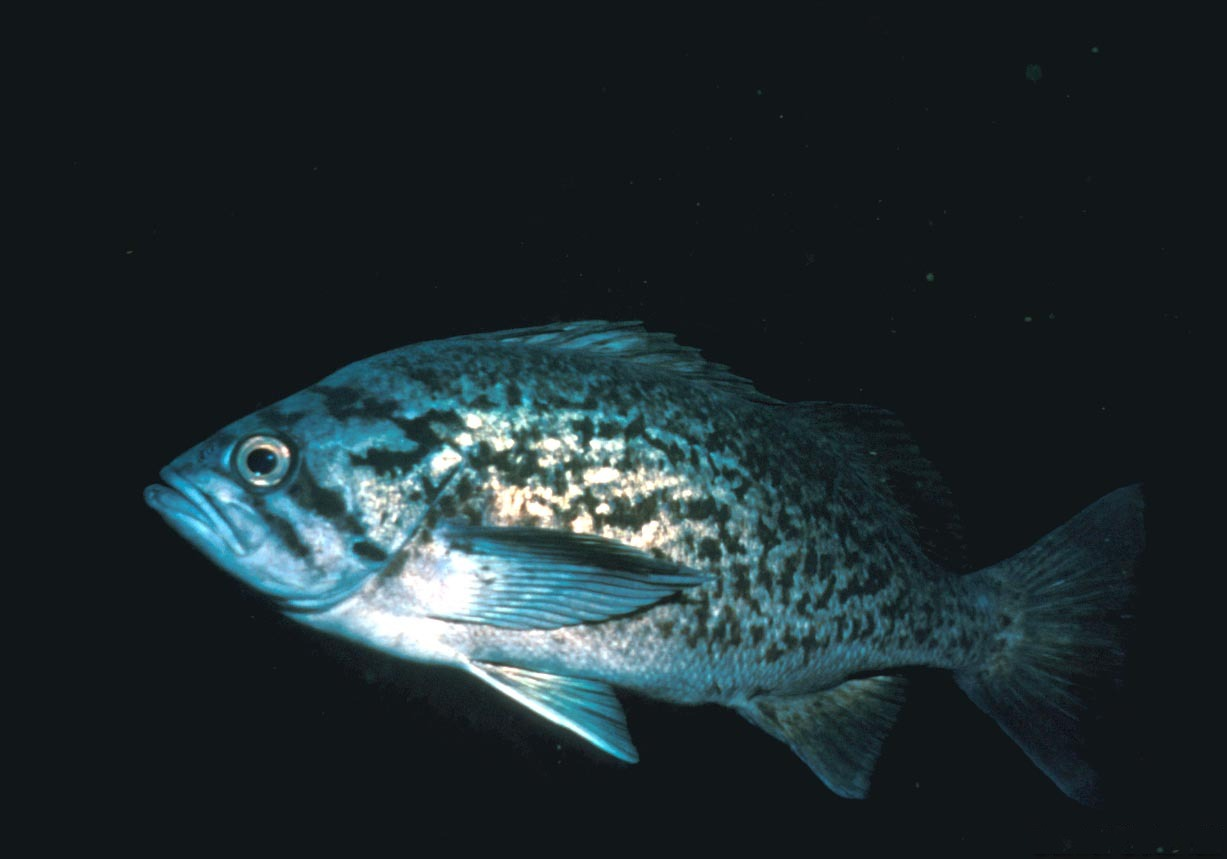
Sebastes mystinus
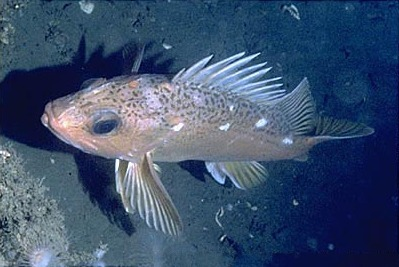
Sebastes chlorostictus
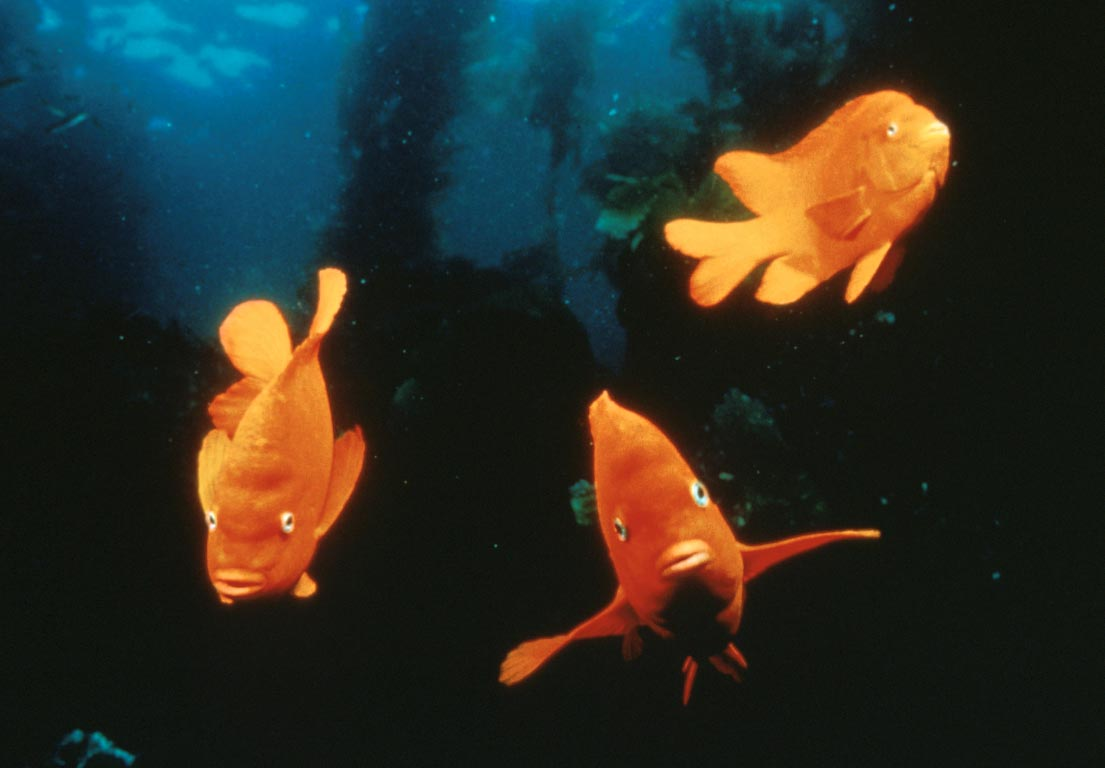
Hypsypops rubicundus
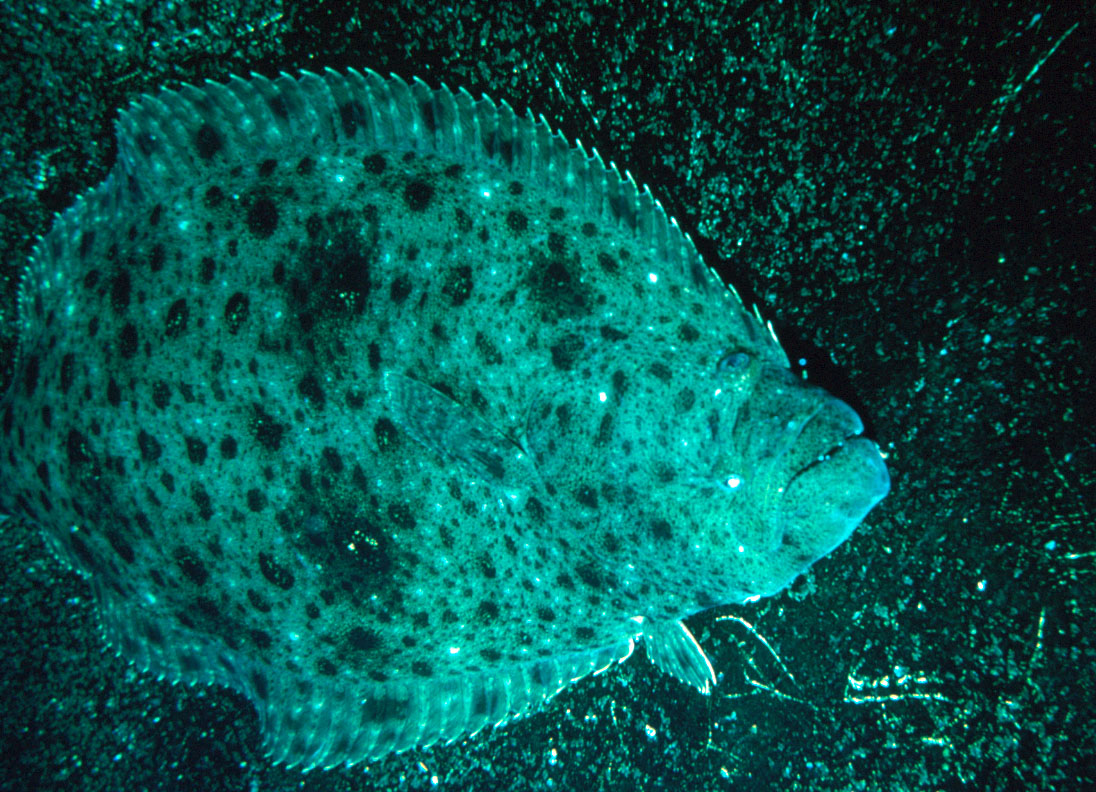
Paralichthys californicus

### Echinodermes

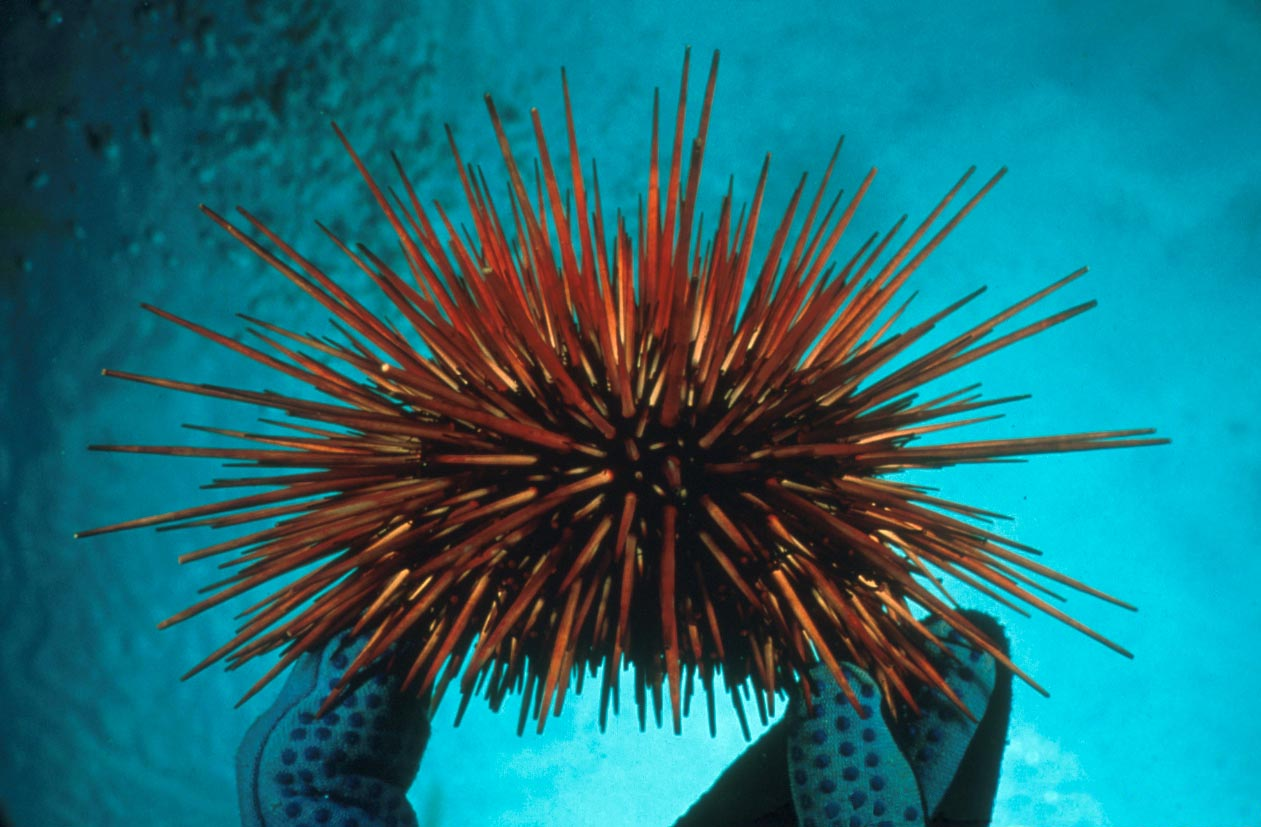
Mesocentrotus franciscanus
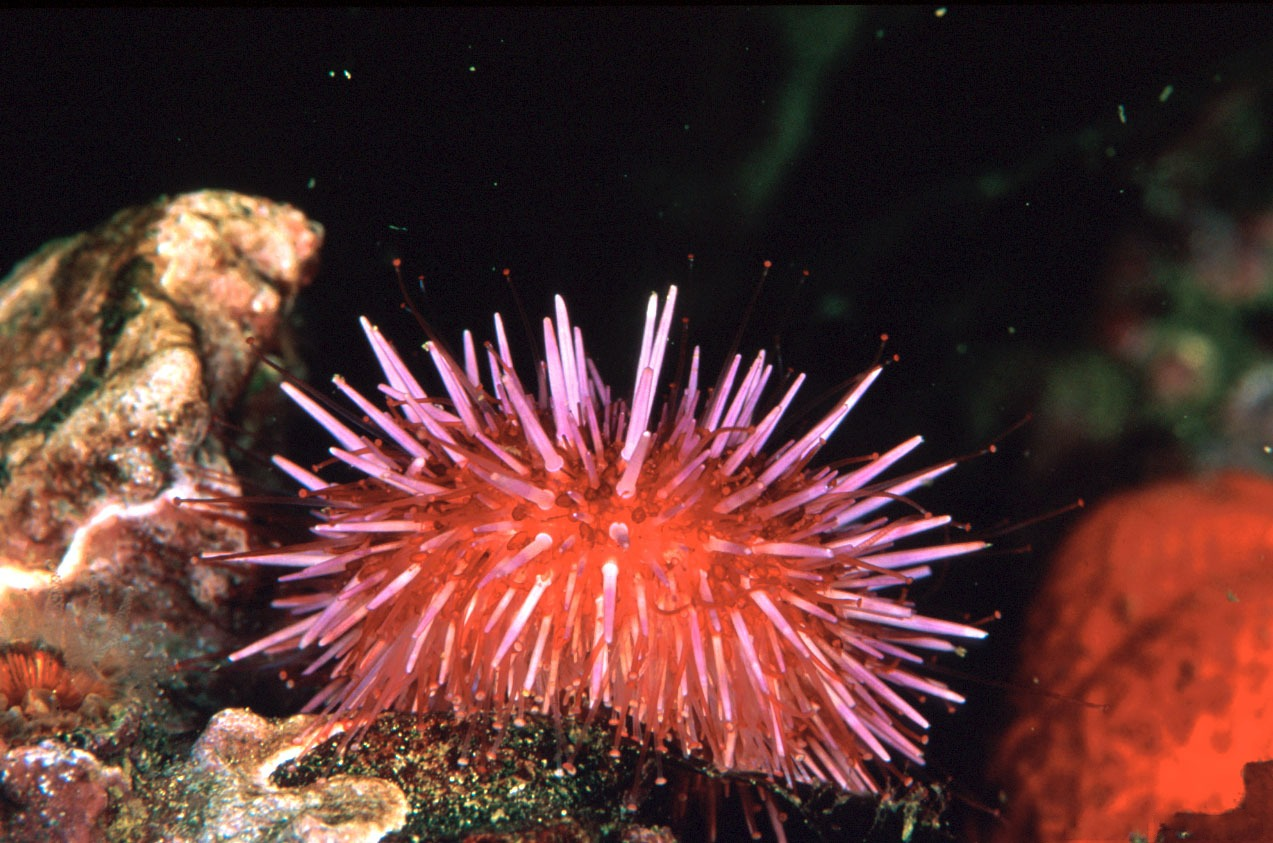
Strongylocentrotus purpuratus
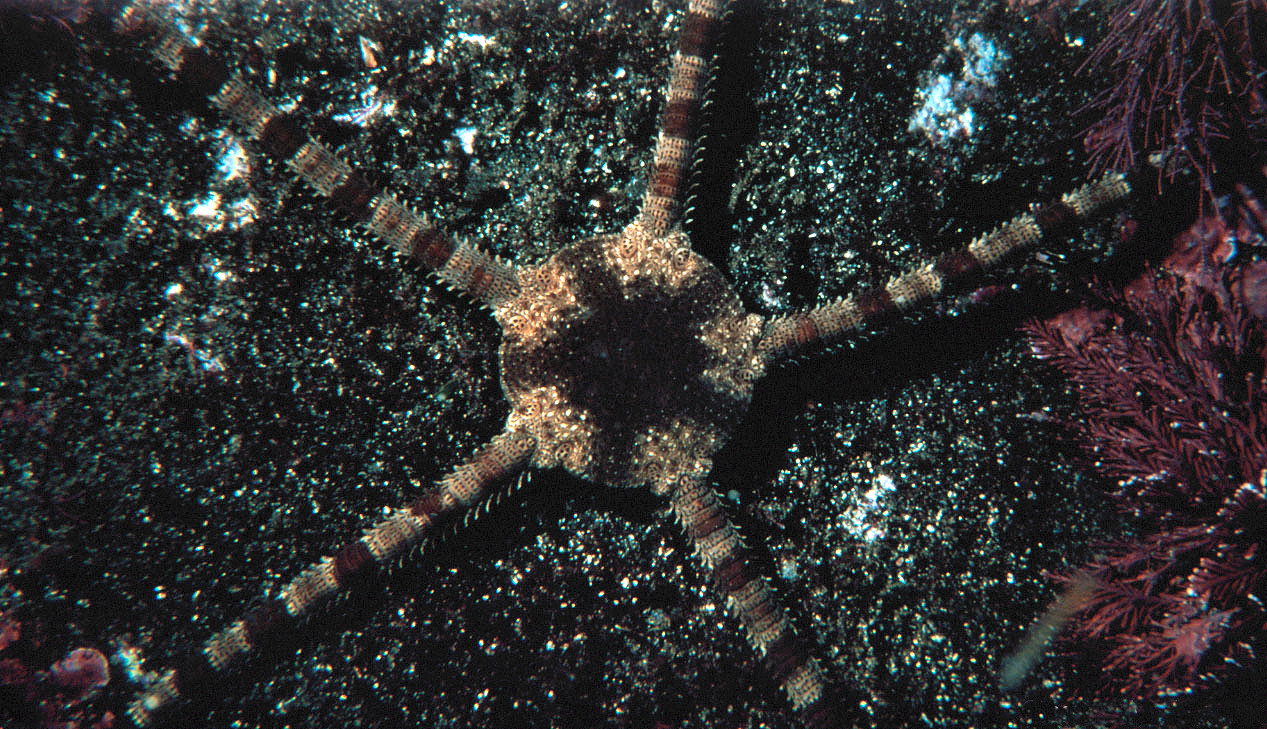
Ophioderma panamense
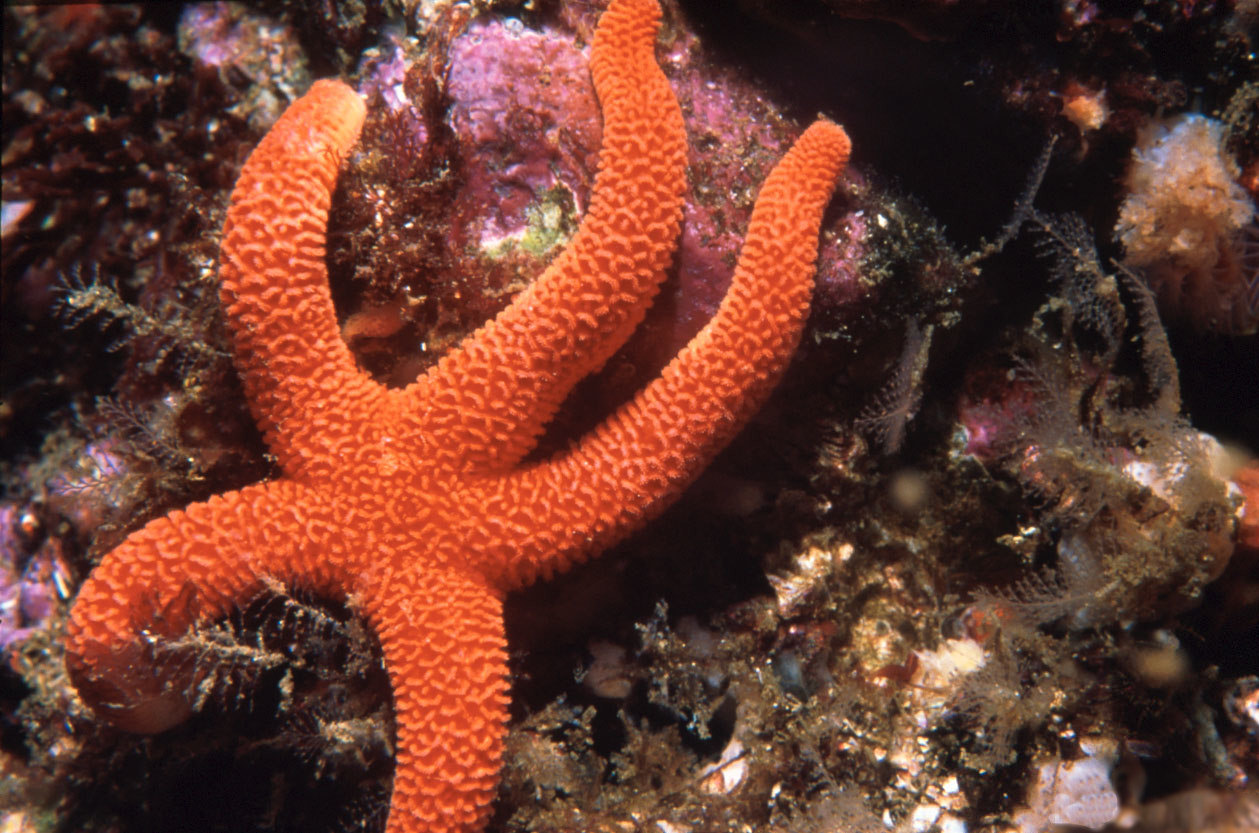
Henricia leviuscula
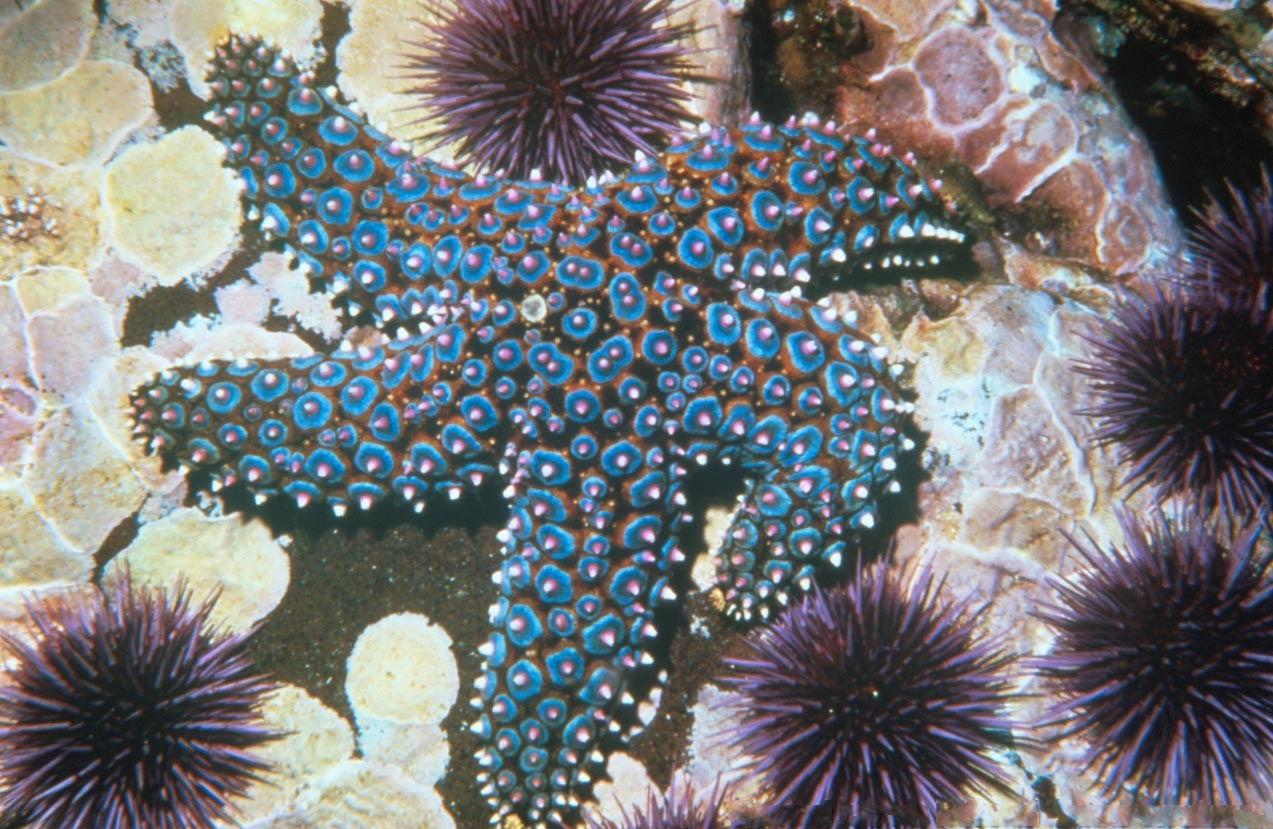
Pisaster giganteus

### Crustacés

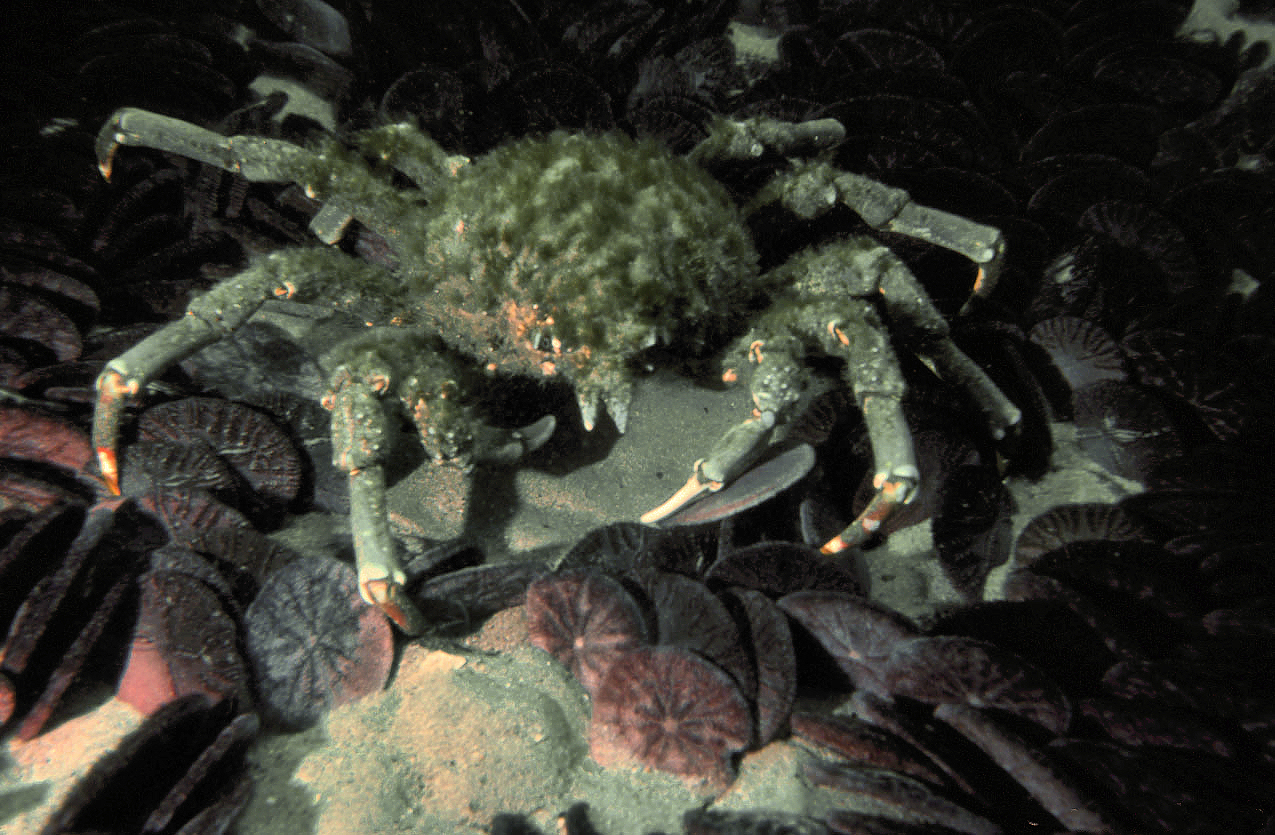
Loxorhynchus grandis
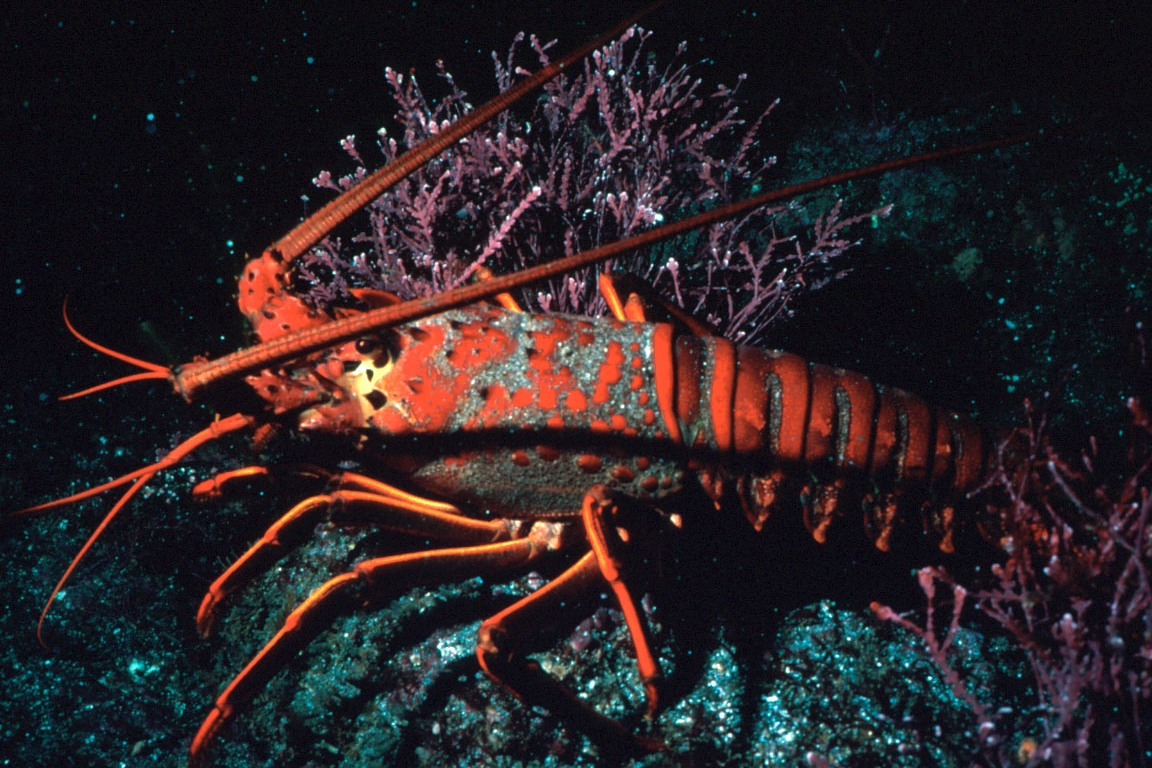
Panulirus interruptus

### Mollusques

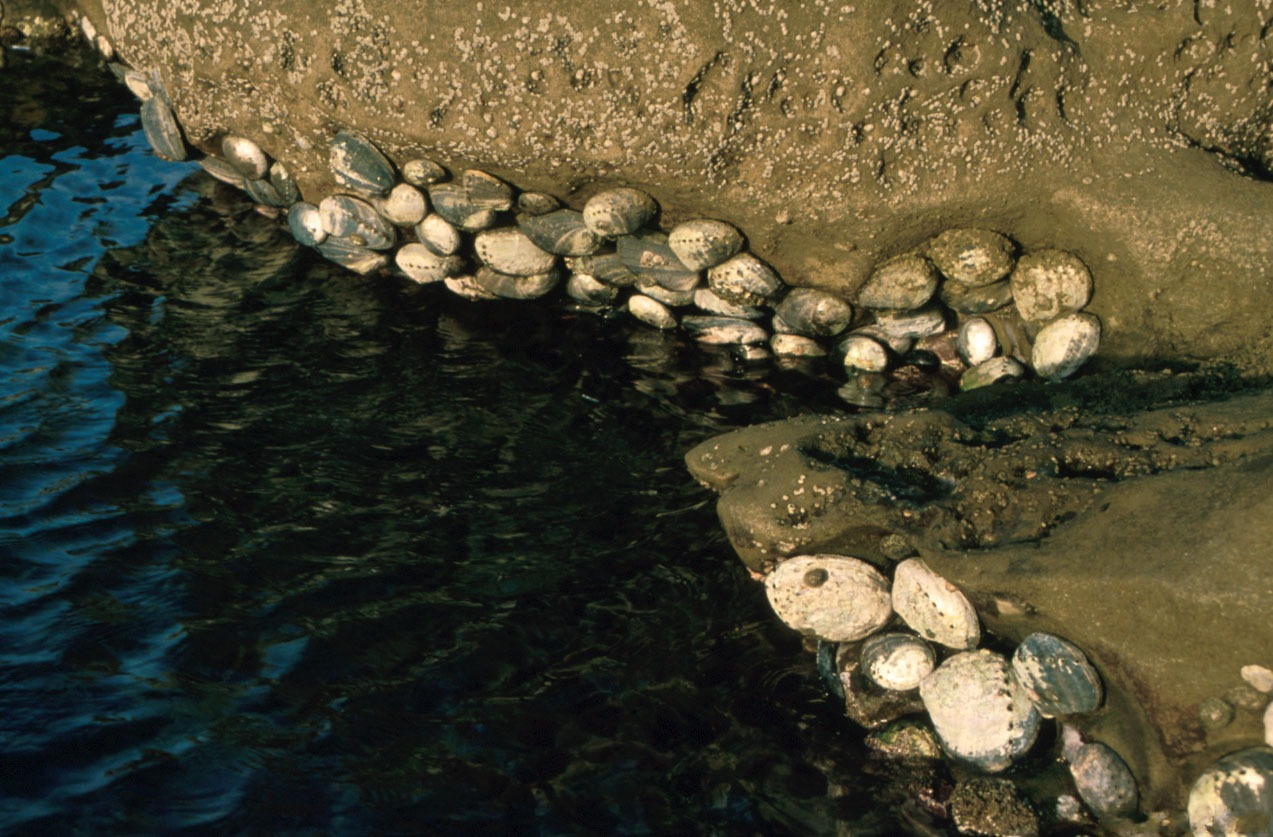
Haliotis sp.
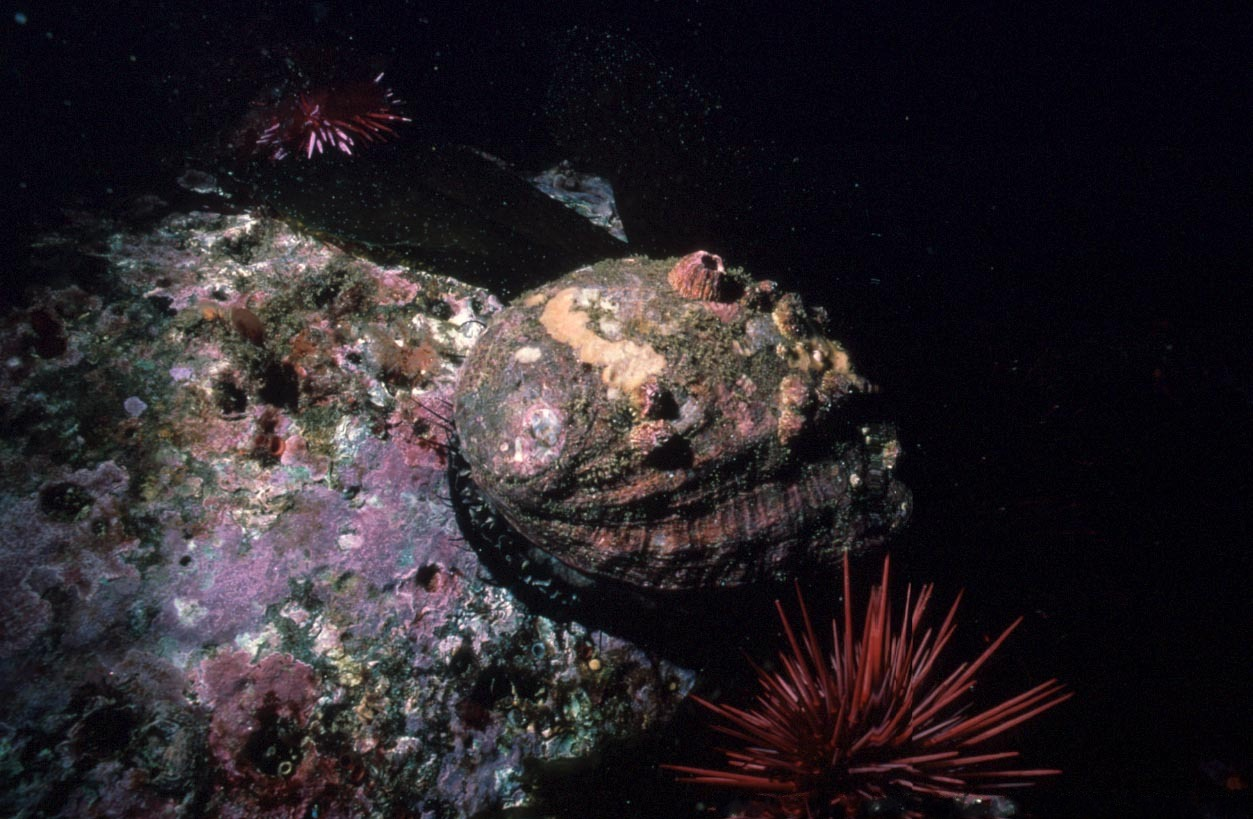
Haliotis corrugata

### Polychètes

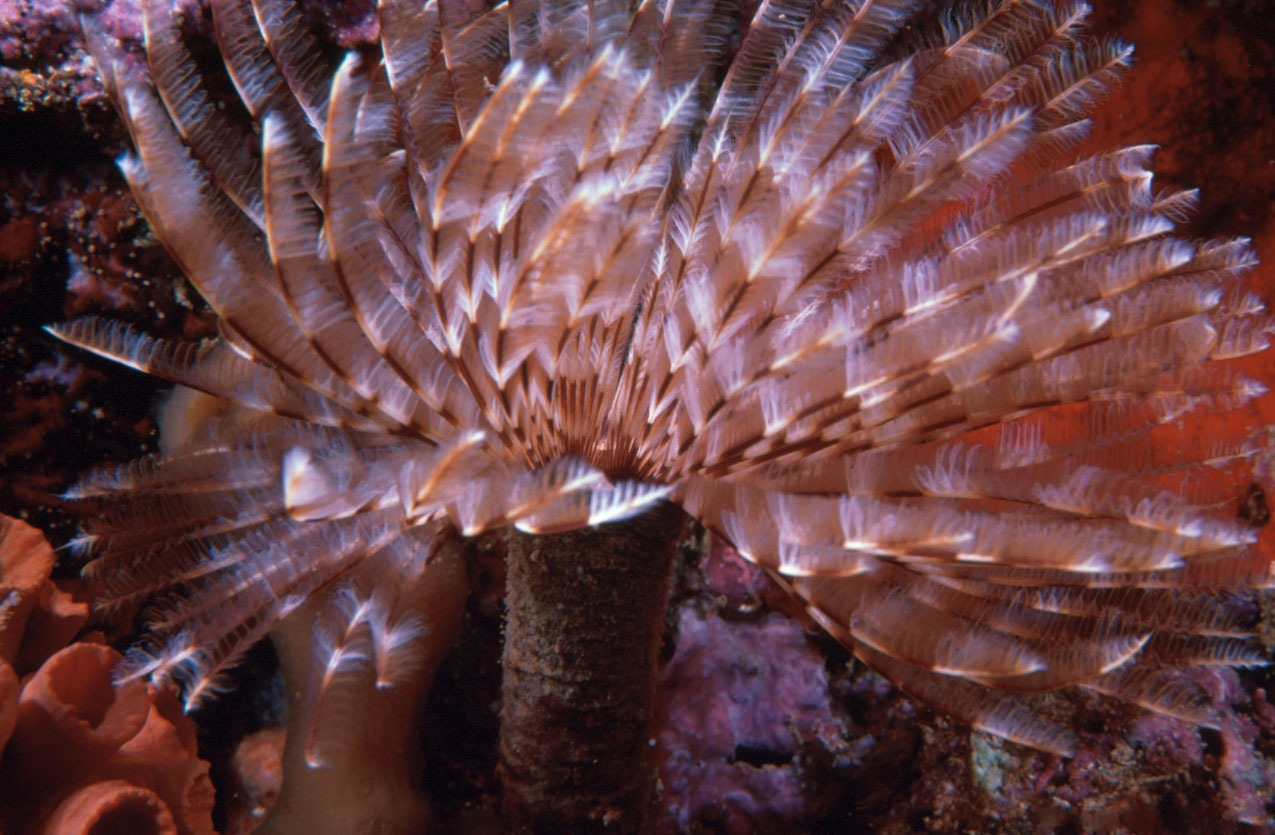
Eudistylia polymorpha

### Cnidaires

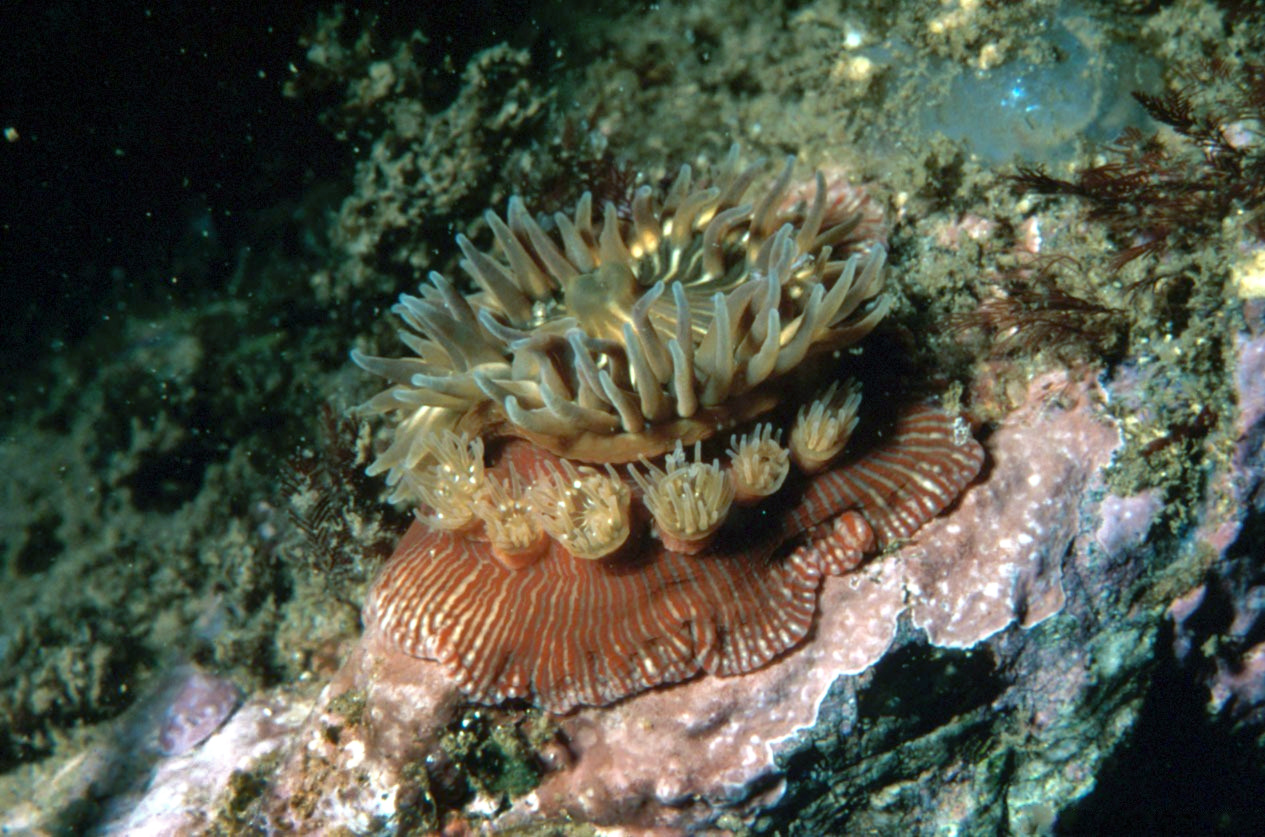
Epiactis prolifera
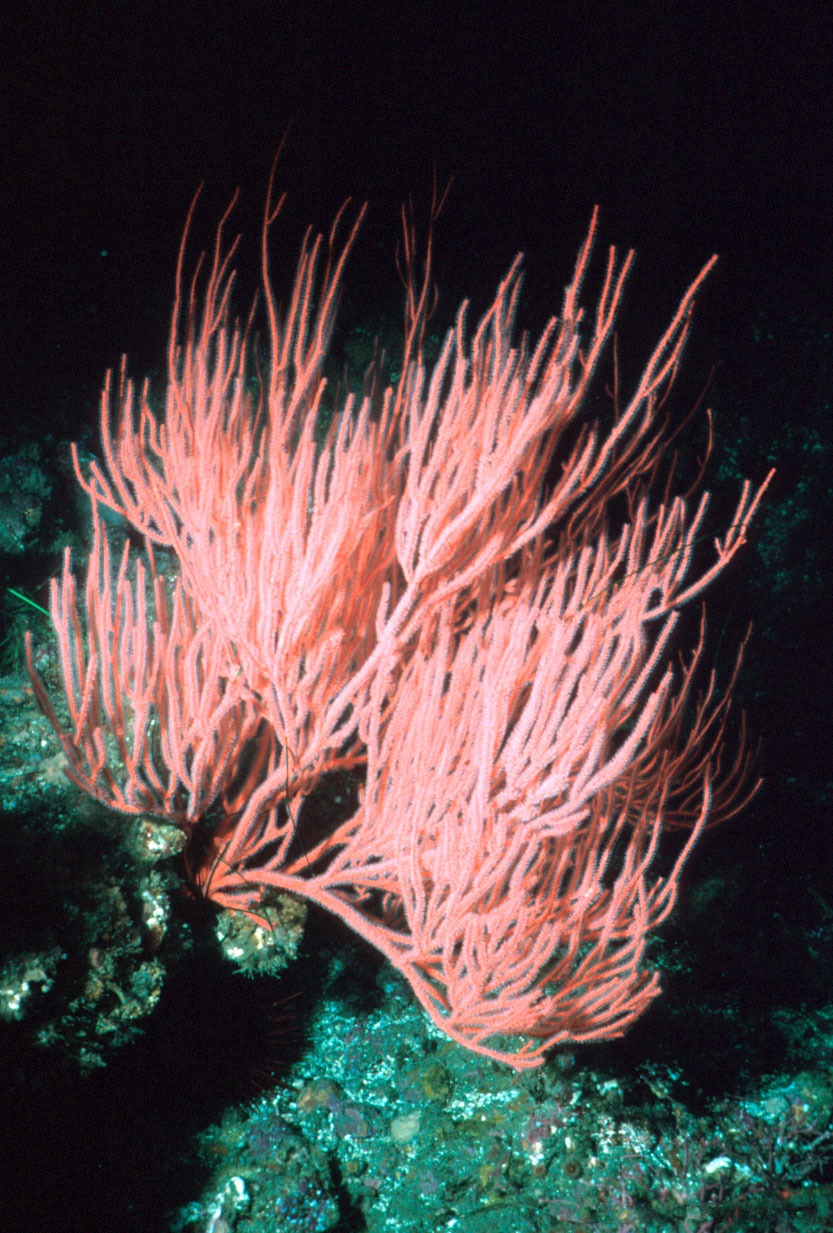
Lophogorgia chilensis
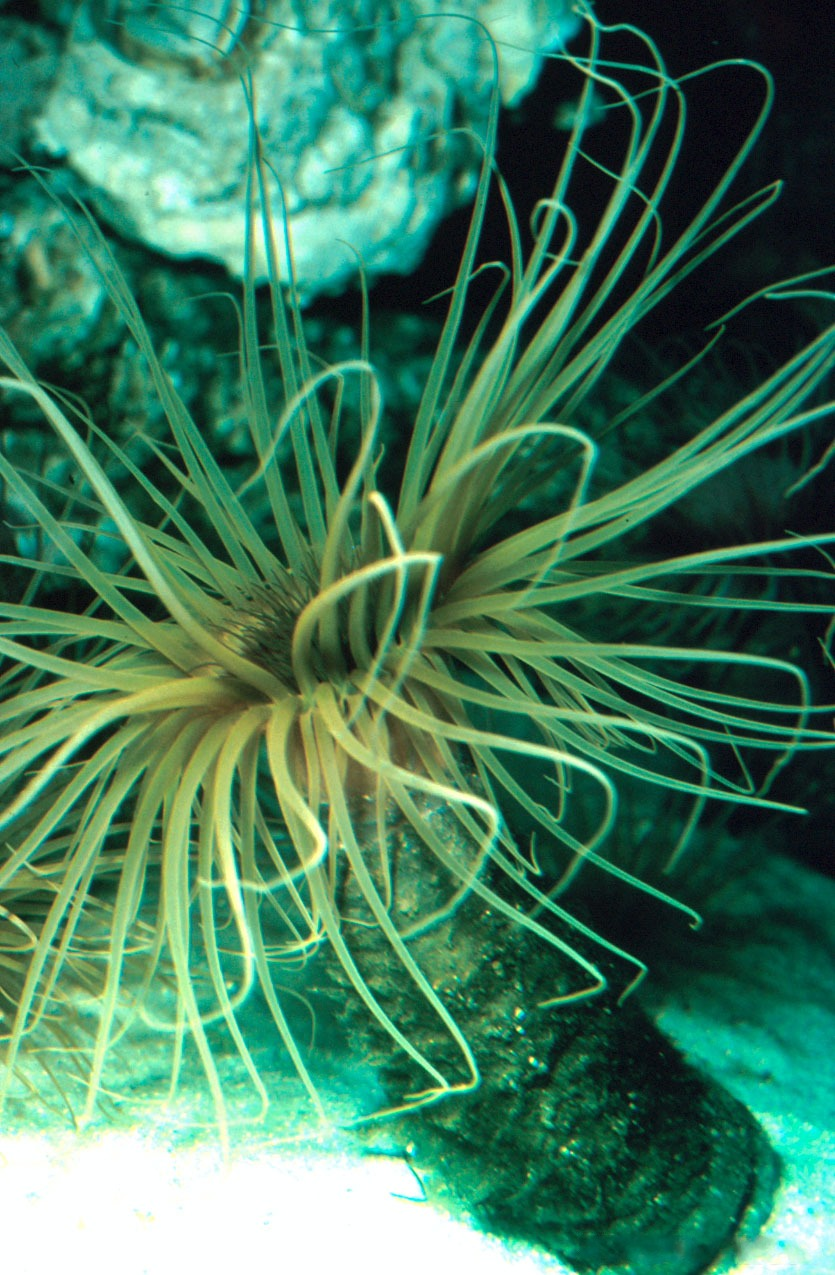
Cerianthus aestuari

### Bryozoaires

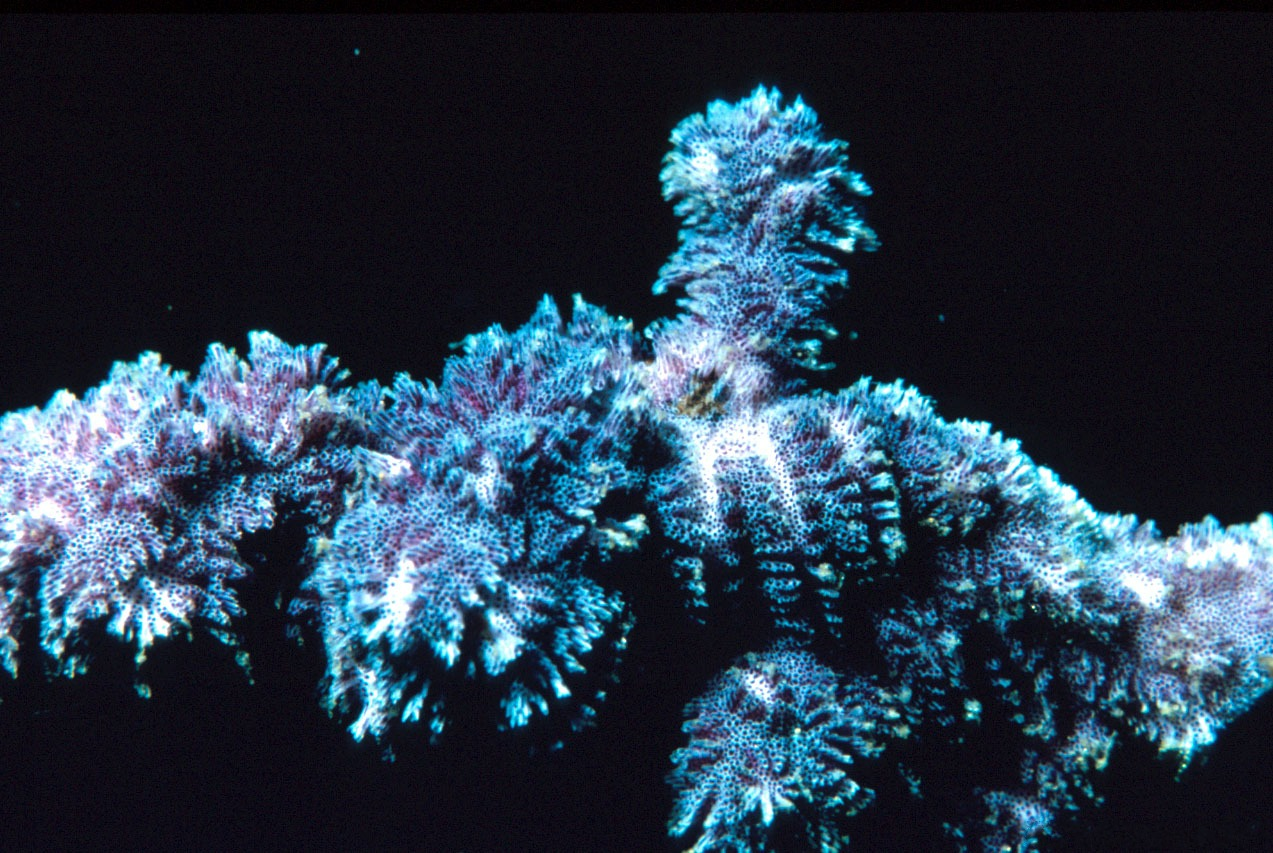
Bryozoaires

### Zooplancton

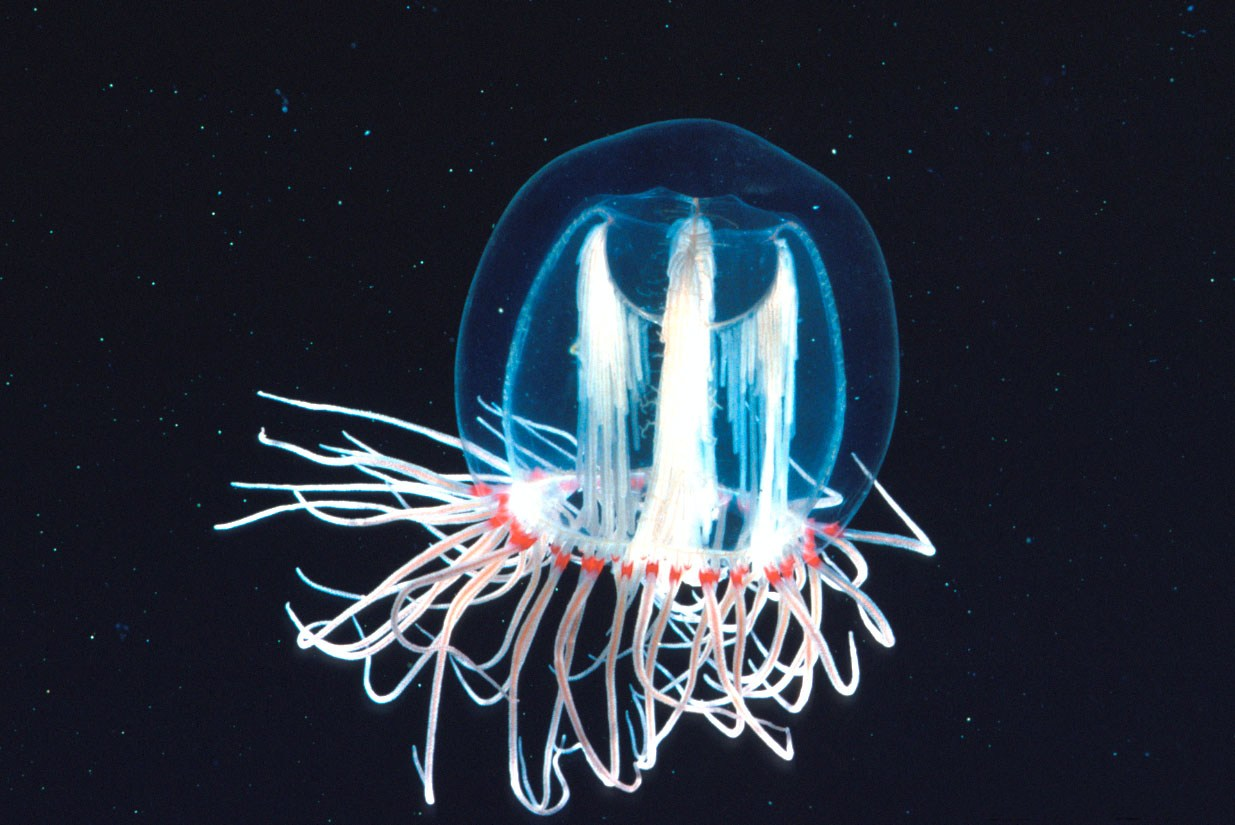
Medusae
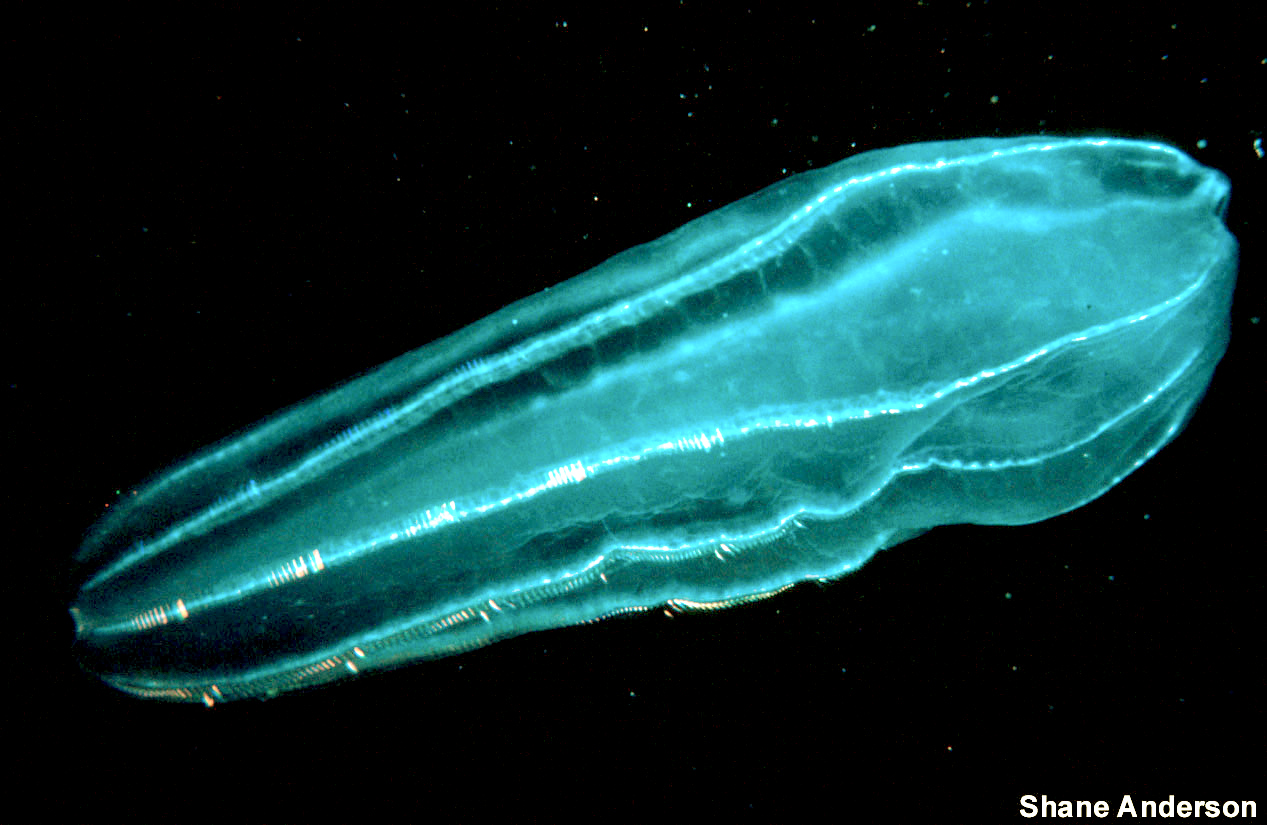
Beroidae

### Algues

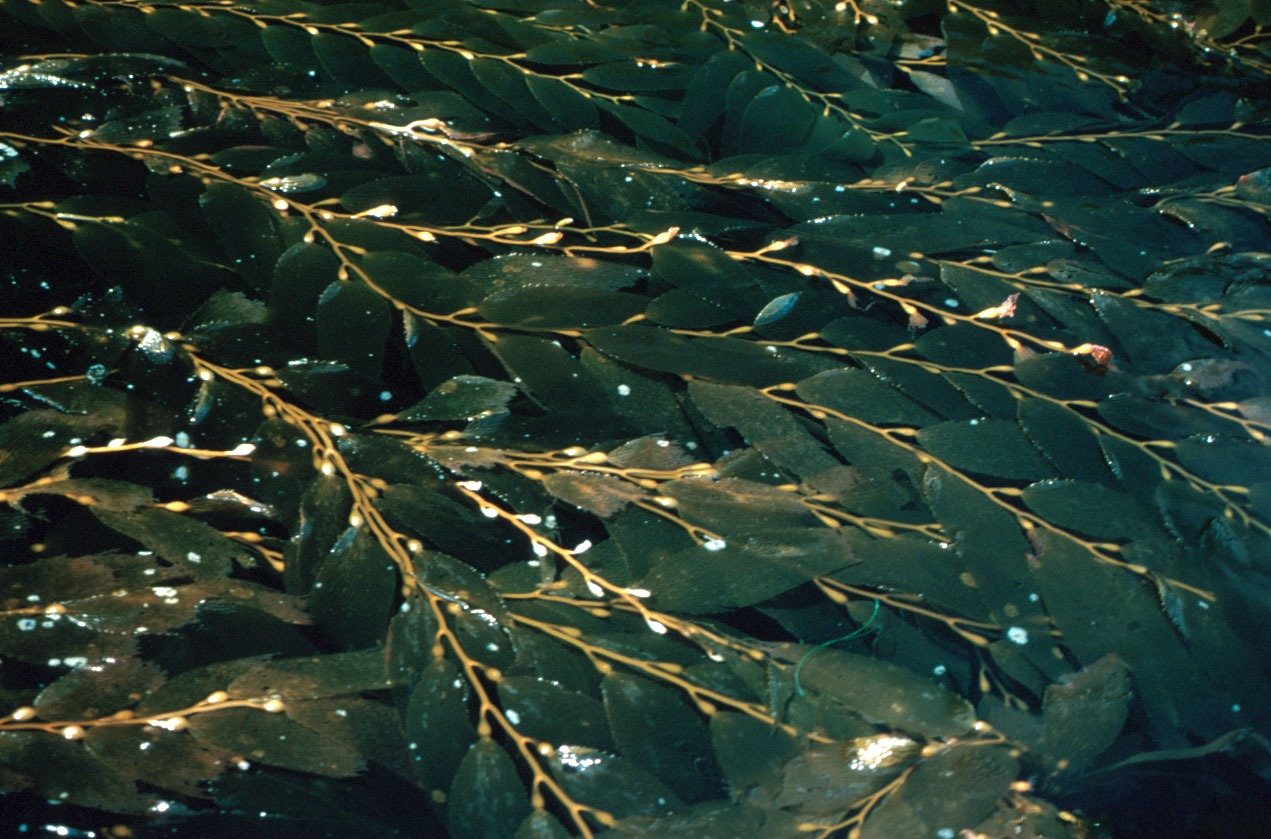
Macrocystis pyrifera (kelp)
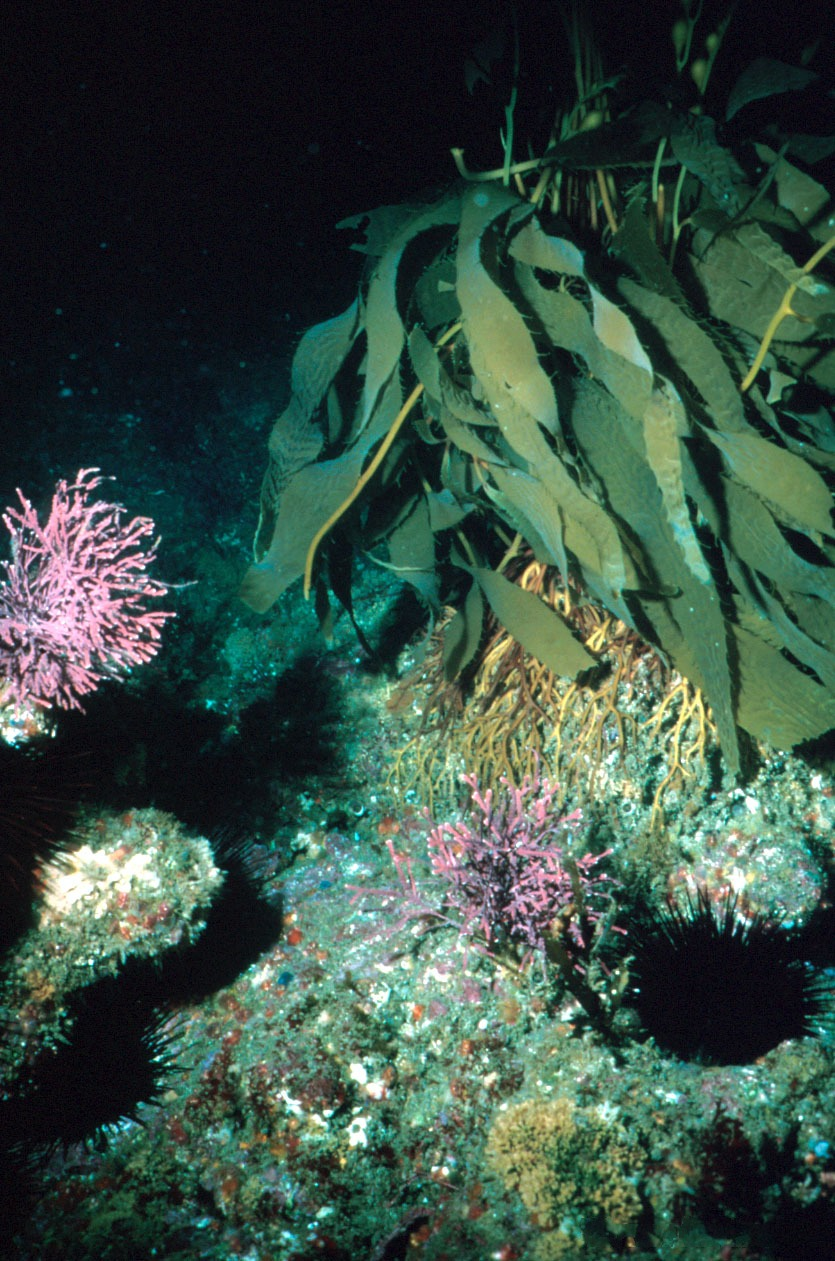
Mycrocystis pyrifera
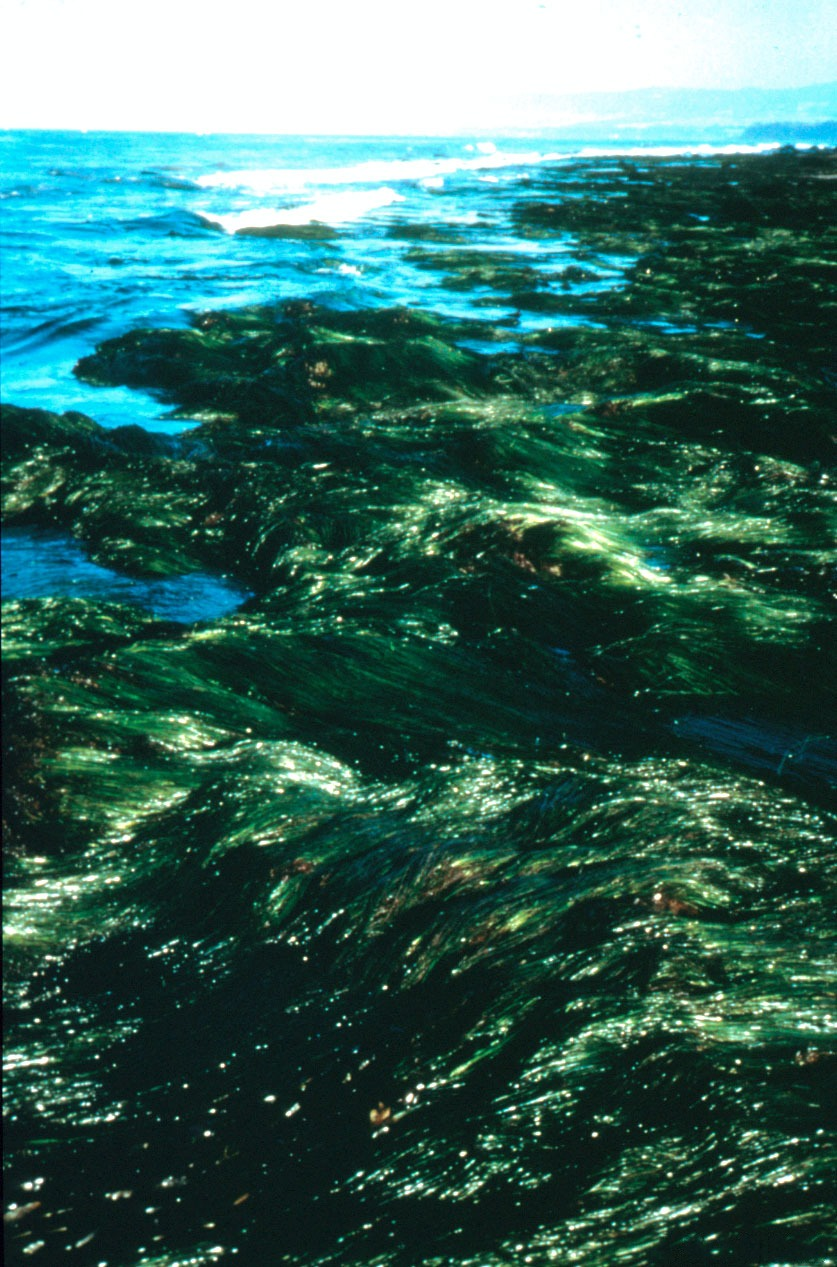
Surfgrass

#### Sites de référence en identification d'espèces marines
- « FishBase », sur FishBase.MNHN.fr, site co-géré par le MNHN.
- « Données d'observations pour la reconnaissance et l'identification de la faune et de la flore subaquatiques », sur DORIS, site partenaire du MNHN géré par la CNEBS de la FFESSM.
- « Sous Les Mers », sur souslesmers.fr, administré par François Cornu.
- (en) « Marine Species Identification Portal », sur species-identification.org.
- « Nudibranches et planaires du sud-ouest de l’océan Indien », sur SeaSlugs.free.fr, administré par Philibert Bidgrain.

#### Sites spécialisés sur la région
- (en) « Channel Islands National Marine Sanctuary », sur channelislands.noaa.gov.
- (en) « Channel Islands - marine animals », sur nps.gov.

#### Bases de données taxinomiques
- (en) « World Register of Marine Species », sur World Register of Marine Species.
- (en) « Catalog of Fishes »(Archive.org • Wikiwix • Archive.is • Google • Que faire ?), sur research.calacademy.org.
- (en) « Algae Base », sur AlgaeBase.
- (en) « Système d'information taxonomique intégré », sur ITIS.
- (en) « Sea Life Base », sur Sealifebase.org.

#### Sites d'images libres de droit
- Commons Eukaryota
- Ocean Explorer de la National Oceanic and Atmospheric Administration